# Stolpersteine

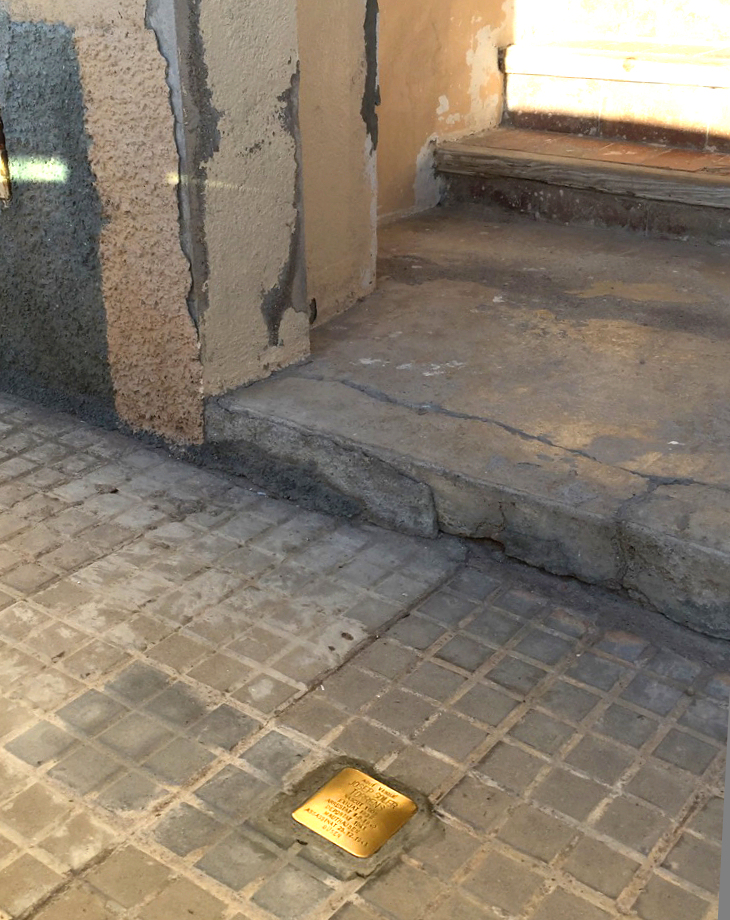
Stolperstein al Palà de Torroella

Els Stolpersteine (paraula plural alemanya que significa «pedres, llambordes o llambordins de topada o per ensopegar»; singular Stolperstein), en català, llambordes de memòria, són petits monuments creats per l'artista alemany Gunter Demnig en memòria de víctimes del nazisme. Actualment n'hi ha més de 75.000 distribuïdes a més 1.800 ciutats d'una vintena de països, com Alemanya, Àustria, Catalunya, Hongria, Països Baixos, Bèlgica, Txèquia, Polònia, Ucraïna, Itàlia i Noruega. En pocs anys, han esdevingut el memorial més gran del món. La primera pedra a la península Ibèrica es va posar el 2015 a Navàs. Són un petit monument d'admonició que es posa a la vorera davant del darrer lloc on va viure d'una víctima del nacionalsocialisme, abans que l'arrestessin o deportessin. Segons l'artista, el qui ho mira s'ha d'inclinar per llegir el text, un signe de respecte de la persona eliminada. A la pàgina d'entrada al web del projecte es diu: 
| « | Pedres de topada Aquí vivia 1933-1945 un projecte artístic per a Europa de Gunter Demnig Un projecte que vol mantenir viva la memòria de l'expulsió i de l'assassinat dels jueus, dels gitanos, dels polítics perseguits, dels homosexuals, dels testimonis de Jehovà i de les víctimes dels programes d'eutanàsia del nacionalsocialisme. | » |

Es tracta de llambordins fets de formigó, de 10 cm per 10 cm i coberts d'una fulla de llautó en la qual es graven les dades essencials de la persona. Han de fer aturar el vianant i fer-lo pensar en la persona desapareguda, assassinada, torturada. Ensenyen l'omnipresència del mal en la vida quotidiana. Hi ha un llambordí únic per a cada persona. Tothom pot proposar a l'artista la creació d'una pedra per un preu modest. Cada llambordí està fet a mà, un per un, un gest de respecte i d'humanitat que vol explícitament contrastar amb l'exterminació industrialitzada perpetrada pels nazis. El juny 2011, Gunter Demnig va tenir un conflicte amb l'administració fiscal de Colònia. Aquests buròcrates no acceptaven les creacions com a obres d'art, amb un IVA del 7% sinó que els consideraven com productes industrials per als quals cal pagar el 19% d'IVA. El conflicte encara no s'ha resolt, però va pactar-se un primer compromís: l'artista no ha de pagar un suplement per als llambordins realitzats els darrers set anys. Demnig insisteix que cada objecte és únic, personalitzat i només creat després d'una recerca històrica profunda.
Des del 2012 també s'ha creat un apli i un web per facilitar la identificació i la localització de totes les pedres.

## LlambordesStolpersteineals Països Catalans
A Catalunya, Gunter Demnig va instal·lar les primeres plaques commemoratives a Navàs i el Palà de Torroella, el 9 d'abril del 2015. Posteriorment, per iniciativa del Memorial Democràtic de Catalunya, l'any 2017 s'instal·laren 21 llambordins a Manresa, 10 a Igualada i 5 a Castellar del Vallès. El 2018 s'estan instal·lant 73 noves llambordes: 3 més a Manresa, 1 als Guiamets, 10 a Olesa de Montserrat, 11 a la Segarra, 7 a Granollers, 16 a Girona i Sabadell, que amb 61 llambordes col·locades és la població dels Països Catalans i de l'Estat espanyol que en té més ara mateix.
Hi ha un projecte per posar-ne per recordar els vuit olotins deportats, dels quals quatre van sobreviure, 33 persones a diversos municipis de l'Alt Empordà, així com a Sant Feliu de Guíxols. Al novembre de 2018 començà la col·locació a Palma, on se n'havien identificat unes deu víctimes. El mes de febrer de 2021, amb el projecte Stolpersteine/Pedres de la Memòria es començaren a col·locar a diferents pobles de Mallorca algunes de les 97 noves peces, que incloïen també a les víctimes del franquisme. Les ubicacions d'aquesta nova remesa de peces eren també a Menorca, Eivissa, Formentera, Barcelona i Madrid.
Després de la Guerra Civil Espanyola, grans grups de republicans espanyols van fugir a França a conseqüència de la victòria del general insurrecte Francisco Franco. Quan a principis del 1940 les tropes alemanys van ocupar França, molts d'aquests refugiats van ser arrestats pel règim de Vichy o pels nazis a la zona ocupada i deportats, entre d'altres, al camp de concentració de Mauthausen. Prop de 7.000 espanyols van ser arrestats i condemnats a treballs forçats. Més de la meitat van ser assassinats pel règim nazi. El règim de Franco va treure la nacionalitat als supervivents, cosa que els va convertir en apàtrides. Malgrat la transició democràtica, fins al dia d'avui, se'ls ha negat qualsevol tipus de reconeixement com a víctimes i forma de restitució.
| Foto | Nom                           | Biografia | Municipi                  | Lloc | Data                   |
| ---- | ----------------------------- | --- | ------------------------- | --- | ---------------------- |

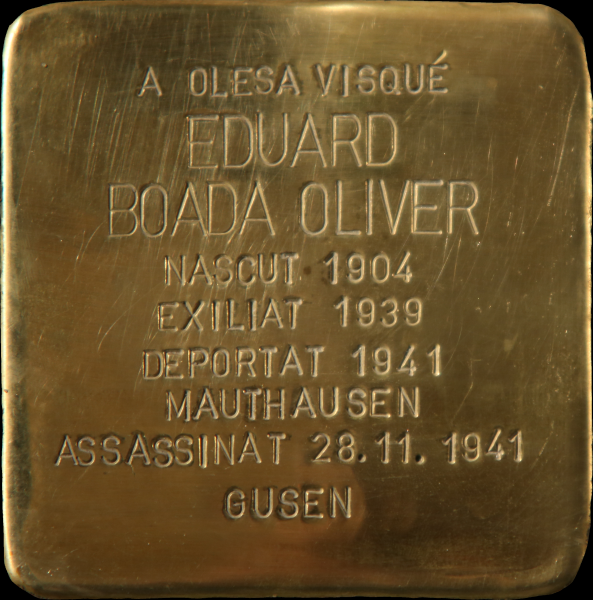

|      | Manuel Alfonso Ortells        | Va néixer el 20 de setembre de 1918 a Barcelona. Va viure molts anys als barris de la Marina i de la Torrassa a l'Hospitalet de Llobregat. D’ideologia anarquista, quan va esclatar la guerra es va allistar a la Columna Durruti sense dir res a la seva família. Va combatre al front d’Aragó, i l’any 1938 va ser ferit en un peu i va estar recuperant-se durant un temps. Es va exiliar a França juntament amb els seus companys. A Mauthausen va aconseguir entrar a l’oficina cartogràfica (baüburo), on feia els plànols de construcció de diferents instal·lacions o obres del camp. El 13 de desembre de 1940 va ser deportat a Mauthausen i en va ser alliberat el 5 de maig de 1945 | L'Hospitalet de Llobregat | Carrer del Progrés, 146                                                                                    | 23 de novembre de 2023 |
|      | Eugeni Querol Puyo            | Va néixer a Barcelona el 25 de juny de 1916. Va acudir com a voluntari al front i va combatre en la 224a Brigada Mixta de la 60a Divisió, on va aconseguir el grau de tinent. L’any 1938, va participar en la batalla de l’Ebre cobrint juntament amb els seus companys l'espai situat entre Corbera d'Ebre i Vilalba dels Arcs. Va emprendre la retirada amb la seva unitat. El 13 de desembre de 1940 va ser deportat a Mauthausen, posteriorment a Gusen, el 20 d'octubre de 1941, on va morir el 24 de gener de 1942 amb 26 anys. | L'Hospitalet de Llobregat | Carretera de Collblanc, 75                                                                                 | 23 de novembre de 2023 |
|      | Miguel Iriarte Uribe          | Va néixer el 17 de juliol de 1905 a Altsasu (Navarra). Després d'anar al front va partir a l'exili. A França formà part d'una CTE fins que va ser capturat pels alemanys i enviat al stalag polonès II-B. Va arribar el 27 de setembre de 1940 al camp de concentració de Mauthausen, posteriorment va anar al camp de concentració de Gusen, on va arribar el 29 de març de 1941. Allà va morir 10 de juliol de 1942. | L'Hospitalet de Llobregat | Carrer de Can Trias, 49                                                                                    | 23 de novembre de 2023 |
|      | Manuel Fernández Torres       | Va néixer el 5 de juliol de 1907 a Cóbreces (Cantábria). Durant els anys de la República ja vivia a l’Hospitalet juntament amb la seva parella, Rosa Deu. Quan va començar la guerra va ser mobilitzat i va lluitar a la 93a Brigada Mixta, on va ascendir tres graus fins a convertir-se en capità, un dels graus superiors d’oficialitat al qual podia aspirar un soldat no professional. Manuel va combatre fins i tot a la Batalla de l’Ebre. En aquesta conjuntura, Manuel i Rosa van tenir un fill i es van casar. Mentre que Manuel va marxar a l’exili, la seva esposa fou detinguda per ser membre de la FAI i reclosa a la presó de dones de les Corts. Va arribar al camp de concentració de Mauthausen el 27 de setembre de 1940, posteriorment va anar al camp de concentració de Gusen, on va arribar el 29 de març de 1941. Allà va morir el dia de nadal del mateix any. | L'Hospitalet de Llobregat | Plaça Europa, 6 41° 21′ 25″ N, 2° 07′ 29″ E                                                                | 23 de novembre de 2023 |
|      | Antoni Barberà Pla            | Nasqué el 1905. S'exilià a França després de la victòria de Franco el 1939. Arrestat el 22 de juny de 1940 i deportat al mateix any al camp de concentració de Mauthausen. Sobrevisqué al règim i fou alliberat el 5 de maig de 1945. | Navàs                     | Plaça de l'Ajuntament 41° 54′ 0.02″ N, 1° 52′ 43.54″ E / 41.9000056°N,1.8787611°E                          | 9 setembre 2015        |
|      | Esteve Flotats Caus           | Nasqué el 1904. S'exilià a França després de la victòria de Franco el 1939. Arrestat l'1 de juny de 1940 i deportat al 1941 al camp de concentració de Mauthausen. Assassinat el 7 de novembre de 1941 pel règim nazi al camp de concentració de Gusen. | Navàs                     | Plaça de l'Ajuntament 41° 54′ 0.02″ N, 1° 52′ 43.54″ E / 41.9000056°N,1.8787611°E                          | 9 setembre 2015        |
|      | Jaume Obradors Grífol         | Nasqué el 1906. S'exilià a França després de la victòria de Franco el 1939. Arrestat el 20 de juny 1940, arrestat al 1941 i deportat al camp de concentració de Mauthausen. Sobrevisqué al règim nazi i fou alliberat el 5 de maig de 1945. | Navàs                     | Plaça de l'Ajuntament 41° 54′ 0.02″ N, 1° 52′ 43.54″ E / 41.9000056°N,1.8787611°E                          | 9 setembre 2015        |
|      | Ramon Sala Besa               | Nasqué el 1905. Afiliat a Esquerra Republicana de Catalunya, fou batlle de Navàs durant la Guerra Civil i s'exilià a França després de la victòria de Franco el 1939. Arrestat l'1 de juny de 1940, fou deportat al 1941 al camp de concentració de Mauthausen. Assassinat pel règim nazi el 29 de gener de 1942 al camp de concentració de Gusen. | Navàs                     | Plaça de l'Ajuntament 41° 54′ 0.02″ N, 1° 52′ 43.54″ E / 41.9000056°N,1.8787611°E                          | 9 setembre 2015        |
|      | Josep Soler Torrens           | Nasqué el 1909. S'exilià a França al 1939 on fou arrestat l'1 de juny de 1940. El 1941, fou deportat al camp de concentració de Mauthausen. Assassinat pel règim nazi el 25 de desembre de 1941 al camp de concentració de Gusen. | El Palà de Torroella      | Ctra. de Cardona, 7 41° 51′ 16.56″ N, 1° 43′ 13.35″ E / 41.8546000°N,1.7203750°E                           | 9 setembre 2015        |
|      | Bernat Toran Martínez         | | Manresa                   | c. del Joc de la Pilota 18 41° 43′ 29.859″ N, 1° 49′ 37.864″ E / 41.72496083°N,1.82718444°E                | 25 gener 2017          |
|      | Enric Munt Costa              | Nascut a Manresa el 1906. Era fill de Joan Munt Pujol, de Santpedor, jornaler, i de Carme Costa Vilageliu, de Manresa. El 1939 va exiliar-se a França i va estar al camp d'Argelers junt amb el seu germà Josep. Fou reclòs com a presoner de guerra a l'stalag I-B de Hohenstein, prop d'Allenstein, a la regió de Prússia Oriental, l'actual Polònia. D'allà va ser deportat a Mauthausen el 9 d'agost de 1940, en el segon comboi de republicans espanyols enviat a un camp nazi. Hi va rebre el núm. 3.627. Mig any més tard, el 17 de febrer del 1941, fou enviat a Gusen, amb el núm. 10.247, on va morir l'1 d'octubre de 1941. | Manresa                   | c. d'en Botí 41° 43′ 25.834″ N, 1° 49′ 33.046″ E / 41.72384278°N,1.82584611°E                              | 25 gener 2017          |
|      | Jaume Viladrosa Montraveta    | | Manresa                   | c. d'Amigant, 6 41° 43′ 23.561″ N, 1° 49′ 35.409″ E / 41.72321139°N,1.82650250°E                           | 25 gener 2017          |
|      | Josep Aparicio Sancho         | | Manresa                   | c. d'Arbonés, 34 41° 43′ 18.313″ N, 1° 49′ 27.236″ E / 41.72175361°N,1.82423222°E                          | 25 gener 2017          |
|      | Ramir Sánchez Molina          | Nasqué el 1900. S'exilià a França el 1939. Al 1941, fou deportat al camp de concentració de Mauthausen. Assassinat pel règim nazi el 4 de novembre de 1941 al camp de concentració de Gusen. | Manresa                   | c. de Sant Francesc, 12 41° 43′ 21.847″ N, 1° 49′ 21.505″ E / 41.72273528°N,1.82264028°E                   | 25 gener 2017          |
|      | Josep Pons Pérez              | Nasqué el 1915. S'exilià a França el 1939. Al 1940, fou deportat al camp de concentració de Mauthausen. Sobrevisqué al règim nazi i fou alliberat. | Manresa                   | c. de la Mel, 31 41° 43′ 23.754″ N, 1° 49′ 21.410″ E / 41.72326500°N,1.82261389°E                          | 25 gener 2017          |
|      | Miquel Camps Puiggròs         | Nasqué el 1917. S'exilià a França el 1939. Al 1941, fou deportat al camp de concentració de Mauthausen. Assassinat pel règim nazi el 15 de gener de 1942 al camp de concentració de Gusen. | Manresa                   | c. de la Mel, 23 41° 43′ 24.259″ N, 1° 49′ 21.942″ E / 41.72340528°N,1.82276167°E                          | 25 gener 2017          |
|      | Antoni Camps Vives            | Nasqué el 1899. S'exilià a França el 1939. Al 1941, fou deportat al camp de concentració de Mauthausen. Assassinat pel règim nazi el 30 de desembre de 1941. | Manresa                   | c. de la Mel, 23 41° 43′ 24.255″ N, 1° 49′ 21.955″ E / 41.72340417°N,1.82276528°E                          | 25 gener 2017          |
|      | Joaquim Amat-Piniella         | Nasqué a Manresa el 1913, fill de Joaquim Amat Palà, que tenia un negoci de confiteria, i de Concepció Piniella Blanqué, professora de cant i solfeig a l'Orfeó Manresà. Va publicar en diaris locals i es va afiliar a ERC, essent secretari personal del batlle republicà Francesc Marcet. Ingressà voluntari a l'Escola Popular de Guerra de la Generalitat i obtingué el grau militar de tinent d'artilleria. Va combatre als fronts de l'Aragó, València i Andalusia. El 1939, poc abans de marxar a l'exili, es va casar amb Maria Llaveries i Viladomiu. Va ser internat a diversos camps francesos i va col·laborar amb l'Exèrcit Francès durant la Segona Guerra Mundial. El juny de 1940 l'exèrcit nazi el va capturar i deportar a Mauthausen i altres camps, fins que les tropes nord-americanes el van alliberar el maig del 1945. Establert a Sant Julià de Lòria (Andorra) va escriure K.L. Reich, novel·la que relata la seva experiència durant l'estada al camp d'extermini. Va retornar a Catalunya i va establir-se a Barcelona amb la seva esposa, sense poder tornar a Manresa degut a la repressió de la dictadura franquista. El 1962 va fundar l'Amical de Mauthausen, junt amb altres companys antigament deportats, i l'any 1974 va morir a l'Hospital de Bellvitge. | Manresa                   | c. de Carrió, 12 41° 43′ 40.132″ N, 1° 49′ 21.131″ E / 41.72781444°N,1.82253639°E                          | 25 gener 2017          |
|      | Enric Cunill Marfà            | | Manresa                   | c. de Carrió, 11 41° 43′ 39.692″ N, 1° 49′ 20.511″ E / 41.72769222°N,1.82236417°E                          | 25 gener 2017          |
|      | Jesús Dalmau Colom            | | Manresa                   | c. del Canonge Montanyà, 12 41° 43′ 35.006″ N, 1° 49′ 15.996″ E / 41.72639056°N,1.82111000°E               | 25 gener 2017          |
|      | Jaume Real Ventura            | | Manresa                   | c. de Cardona, 26 41° 43′ 32.632″ N, 1° 49′ 15.584″ E / 41.72573111°N,1.82099556°E                         | 25 gener 2017          |
|      | Josep García Pérez            | | Manresa                   | Muralla de Sant Domènec, 28 41° 43′ 28.157″ N, 1° 49′ 18.304″ E / 41.72448806°N,1.82175111°E               | 25 gener 2017          |
|      | Bernat Comín Igualada         | Fou deportat a Mauthausen juntament amb Joaquim Amat, Jesús Dalmau, Jaume Real i els Labara, pare i fill. Tots ells provenien del camp de presoners de guerra de Fallingbostel, prop de Hannover. Comín va ser seleccionat i traslladat el 17 de febrer de Mauthausen a Gusen. Tenia 59 anys i això el feia menys resistent i més prescindible. Va resistir, tanmateix, fins al 6 de novembre d'aquell any. Aquell dia van morir juntament amb ell quaranta republicans més, en una autèntica orgia d'extermini. Comín tenia la matrícula 10.515 de Gusen. | Manresa                   | c. dels Corrals 41° 43′ 19.128″ N, 1° 49′ 42.453″ E / 41.72198000°N,1.82845917°E                           | 26 gener 2017          |
|      | Maurici Ribas Pujol           | | Manresa                   | Via de Sant Ignasi 14 41° 43′ 25.269″ N, 1° 49′ 43.338″ E / 41.72368583°N,1.82870500°E                     | 26 gener 2017          |
|      | Jacint Carrió Vilaseca        | | Manresa                   | c. de l'Aiguader, 22 41° 43′ 22.263″ N, 1° 49′ 47.502″ E / 41.72285083°N,1.82986167°E                      | 26 gener 2017          |
|      | Pere Parés Sans               | | Manresa                   | c. de Circumval·lació, 65 41° 43′ 46.380″ N, 1° 49′ 43.959″ E / 41.72955000°N,1.82887750°E                 | 26 gener 2017          |
|      | Pere Brunet Farré             | | Manresa                   | c. de Circumval·lació, 102 41° 43′ 46.213″ N, 1° 49′ 43.763″ E / 41.72950361°N,1.82882306°E                | 26 gener 2017          |
|      | Joan Sallés Oliveras          | | Manresa                   | c. de la Pujada del Castell, 61 41° 43′ 45.327″ N, 1° 49′ 41.355″ E / 41.72925750°N,1.82815417°E           | 26 gener 2017          |
|      | Agapit Colom Armengol         | | Manresa                   | c. Major 41° 43′ 55.980″ N, 1° 49′ 24″ E / 41.73221667°N,1.82333°E                                         | 26 gener 2017          |
|      | Jesús Cano Cano               | Nascut el 1916, exiliat el 1939, deportat a Mauthausen el 1941 i assassinat pel règim nazi el mateix any a Gusen. | Igualada                  | Plaça de l'Ajuntament 41° 34′ 43.9″ N, 1° 37′ 2.5″ E / 41.578861°N,1.617361°E                              | 26 gener 2017          |
|      | Josep Fàbregas i Pons         | Nascut el 1905, exiliat el 1939, deportat a Mauthausen el 1941 i assassinat pel règim nazi el mateix any a Gusen. | Igualada                  | Plaça de l'Ajuntament 41° 34′ 43.9″ N, 1° 37′ 2.5″ E / 41.578861°N,1.617361°E                              | 26 gener 2017          |
|      | Joaquim Gil i Abella          | Nascut el 1902, exiliat el 1939, deportat a Mauthausen el 1940 i assassinat pel règim nazi el 1941 a Gusen. | Igualada                  | Plaça de l'Ajuntament 41° 34′ 43.9″ N, 1° 37′ 2.5″ E / 41.578861°N,1.617361°E                              | 26 gener 2017          |
|      | Agustí Gomis i Valls          | Nascut el 1885, exiliat el 1939, deportat a Mauthausen el 1940 i assassinat pel règim nazi el 1941 a Gusen. | Igualada                  | Plaça de l'Ajuntament 41° 34′ 43.9″ N, 1° 37′ 2.5″ E / 41.578861°N,1.617361°E                              | 26 gener 2017          |
|      | Ginés González Ginés          | Nascut el 1918, exiliat el 1939, deportat a Mauthausen el 1940 i assassinat pel règim nazi el 1941 a Gusen. | Igualada                  | Plaça de l'Ajuntament 41° 34′ 43.9″ N, 1° 37′ 2.5″ E / 41.578861°N,1.617361°E                              | 26 gener 2017          |
|      | Celestino Moreno Zamora       | Nascut el 1911, exiliat el 1939, deportat a Mauthausen el 1941 i assassinat pel règim nazi el 1942 a Gusen. | Igualada                  | Plaça de l'Ajuntament 41° 34′ 43.9″ N, 1° 37′ 2.5″ E / 41.578861°N,1.617361°E                              | 26 gener 2017          |
|      | Ginés Moreno Zamora           | Nascut el 1917, exiliat el 1939, deportat a Mauthausen el 1941 i assassinat pel règim nazi el mateix any al castell de Hartheim. | Igualada                  | Plaça de l'Ajuntament 41° 34′ 43.9″ N, 1° 37′ 2.5″ E / 41.578861°N,1.617361°E                              | 26 gener 2017          |
|      | Emili Ribera i Casellas       | Nascut el 1911, exiliat el 1939, deportat a Mauthausen el 1941 i assassinat pel règim nazi el mateix any a Gusen. | Igualada                  | Plaça de l'Ajuntament 41° 34′ 43.9″ N, 1° 37′ 2.5″ E / 41.578861°N,1.617361°E                              | 26 gener 2017          |
|      | Miquel Tirado Franco          | Nascut el 1898, exiliat el 1939, deportat a Mauthausen el 1941 i mort el mateix any a Gusen. | Igualada                  | Plaça de l'Ajuntament 41° 34′ 43.9″ N, 1° 37′ 2.5″ E / 41.578861°N,1.617361°E                              | 26 gener 2017          |
|      | Salvador Vidal i Claramunt    | Nascut el 1917, exiliat el 1939, deportat a Mauthausen el 1941 i assassinat pel règim nazi el mateix any a Hartheim. | Igualada                  | Plaça de l'Ajuntament 41° 34′ 43.9″ N, 1° 37′ 2.5″ E / 41.578861°N,1.617361°E                              | 26 gener 2017          |
|      | Ramon Puigdelloses Sastre     | Va néixer el 17 de març de 1920 a Castellar del Vallès. Vivia al carrer del Centre, 30. Professionalment es dedicava a la impressió. Estava afiliat a la UGT i va ingressar a l'exèrcit republicà per lleva sense assolir cap graduació. En plena desfeta republicana va retornar a casa i s’hi estigué pocs dies abans de l'entrada de les tropes nacionals, moment en què va decidir emprendre el camí de l'exili cap a França, on fou internat en un camp; allistat en una CTE, fou capturat al nord del país pels alemanys. El confinaren a l’stalag XII-B, Frankentahal, Alemanya, amb el número 13080. El 24 de maig de 1941 va arribar al KL Mauthausen i fou matriculat amb el número 5811. El 20 d’octubre de 1941 és traslladat a Gusen, on va ser inscrit amb el número 13803 i va morir el 6 de desembre del mateix any. | Castellar del Vallès      | Plaça del Mirador 41° 36′ 58.565″ N, 2° 5′ 17.177″ E / 41.61626806°N,2.08810472°E                          | 27 gener 2017          |
|      | Josep Rovira Prat             | Neix a Santa Perpètua de Mogoda (Vallès Occidental) el 14 d’octubre de 1906, de pares castellarencs que havien traslladat la seva residència per qüestions professionals. L’any 1930 vivia a Castellar, al carrer Nou 7-9 amb la seva esposa, Maria Planas Riera, i els seus dos fills, Marcel·lí i Baldomer. Era jornaler agrícola. Durant l’èxode republicà de 1939 va passar la frontera i fou internat en un camp del sud de França. Va sortir enquadrat en una CTE i internat a l’stalag VIIIC, a Sagan, Polònia, amb el número 56816. El 25 de gener de 1941 fou deportat al KL Mauthausen amb la matrícula 5063. Sembla que no va acceptar el poder dels Kapos i s’hi va enfrontar. El 20 d’octubre el transfereixen a Gusen, on rep el número 4405 i on morí el 18 de novembre de 1941. Ramon Puigdelloses i Josep Rovira van ser transferits a Gusen el mateix dia. Podem especular amb diverses interpretacions: que es trobessin al camp central, Mauthausen, i que, influïts pels rumors de bonança de Gusen hi anessin de forma voluntària, o bé que a causa del seu estat de salut fossin escollits en un dels triatges habituals que es feien i transferits obligatòriament a aquest annex de Mauthausen. Si pensem en el poc temps que ambdós van sobreviure a Gusen, Puigdelloses quaranta-vuit dies i Rovira trenta, ens decantaríem per aquesta segona hipòtesi. | Castellar del Vallès      | Plaça del Mirador 41° 36′ 58.565″ N, 2° 5′ 17.177″ E / 41.61626806°N,2.08810472°E                          | 27 gener 2017          |
|      | Francesc Valls Llinares       | Nascut el 20 de febrer de 1896 a Castellar, vivia al número 36 del carrer del Centre i era cosí germà de Francesc Comellas. Treballava de llauner. Per qüestions professionals va anar a viure a Sant Feliu de Codines (Vallès Oriental) on va regentar un cafè i va formar part del Comitè Antifeixista local i de la CNT. Al final de la guerra s’exilia a França amb tota la seva família i és obligat a enquadrar-se a la 115 CTE destinada al departament de la Moselle, on va treballar fortificant la Línia Maginot. Fou capturat pels alemanys el 30 de juny de 1940. L’any 1941 arriba a Mauthausen i es troba amb el seu cosí. Tots dos decideixen ajudar-se mútuament mentre són al camp central. Valls va decidir anar a Gusen però aquesta decisió no va ser compartida per Comellas que va romandre al camp central. Com que Francesc Valls era llauner, el van destinar al grup dels lampistes, un bon destí ja que era un treball poc cansat i sempre a cobert. La seva habilitat en el treball li suposà la protecció de l’oficial SS responsable de grup, per a qui feia petites feines que li suposaven un suplement alimentari, la qual cosa el va ajudar a sobreviure, sobretot si tenim present la seva edat. Un cop alliberat de Gusen el 5 de maig de 1945, va retornar a França, on es trobava la família, i es va dedicar al treball agrícola. Va morir a finals dels anys seixanta. | Castellar del Vallès      | Plaça del Mirador 41° 36′ 58.565″ N, 2° 5′ 17.177″ E / 41.61626806°N,2.08810472°E                          | 27 gener 2017          |
|      | Enric Comellas Tàpias         | Va néixer el 7 de novembre de 1900 a Granera; arriba a Castellar amb 16 anys i treballa de mosso a casa de Miquel Datzira. Durant la II República esdevé president de la Unió de Rabassaires i és escollit regidor de l’Ajuntament de Castellar en les eleccions del 14 de gener de 1934, càrrec que ocuparà fins a la fi de la Guerra Civil. Exiliat a França, l'estiu de 1939 és contractat com a mosso agrícola per un viticultor però, un cop acaba la verema, ingressa al camp de Bram i, posteriorment, als camps de Barcarès i Saint-Cyprien. El novembre de 1939 torna a sortir per treballar amb la família Peyris a l’agricultura. El coneixement de la zona de frontera, fruit de la seva estada als Pirineus, el va fer participar en una xarxa de passeurs d’hommes formada per un grup de resistents que es dedicaven a evadir cap a la Gran Bretanya, via Portugal, aviadors abatuts en el decurs de raids aeris, jueus perseguits per motius ètnics, correus de la Resistència o joves amb intenció d’unir-se a les Forces de la França Lliure. Amb aquesta tasca Comellas volia aconseguir diners per compensar les pèrdues que va patir la seva família durant els registres i posteriors expropiacions que van seguir el conflicte bèl·lic. El 24 de desembre de 1942, Enric Comellas és detingut durant un d’aquests passatges; fou traslladat a Perpinyà i al Fort de Hua i d’aquí va ser enviat al camp de Royalieu. El 19 de gener de 1944, Enric Comellas forma part d’un comboi en direcció a Buchenwald, on és matriculat amb el número 40576. Al camp central va treballar en el Transport Colonne, grup encarregat de fornir de materials les indústries internes del camp. El 26 de setembre de 1944 Comellas és transferit al Kommando de Langenstein per treballar en una fàbrica soterrada de material aeronàutic. A principis d’abril de 1945, les SS reben l’ordre de liquidar totalment el camp de Buchenwald i Enric Comellas i milers de deportats més emprenen una marxa d’evacuació per la regió de Saxònia-Anhalt cap a l’interior del Reich. En aquesta marxa Comellas perd la vida i només en resta un certificat de defunció amb data del 10 d’abril de 1945 al camp de Buchenwald lliurat pel Ministeri d’Antics Combatents Francès. | Castellar del Vallès      | Plaça del Mirador 41° 36′ 58.565″ N, 2° 5′ 17.177″ E / 41.61626806°N,2.08810472°E                          | 27 gener 2017          |
|      | Francesc Comellas Llinares    | Nascut el 9 de gener de 1917 a Castellar vivia al número 4 del carrer de l’Ermot, va treballar a la fàbrica del Boà militant, des de ben jove, a la CNT. Quan esclata la guerra, Comellas s’allista a la columna de voluntaris Solidaridad Obrera, de caràcter anarquista. Fou reclamat a Castellar per organitzar les col·lectivitats tot treballant a ca l’Estruch. Quan criden la seva lleva, la de l’any 1937, ingressa a l'exèrcit republicà, a la 213 Brigada Mixta, 66 Divisió del XXè Cos d’Exèrcit i participa a les batalles de Terol i de l’Ebre. Va emprendre el camí de l'exili i va creuar per les muntanyes que envolten Arles, i d’aquí van anar al camp d’Argelers, on van patir unes dures condicions de vida; la vigilància s’efectuava a l'exterior del camp, delimitat per filats, per part de tropes colonials franceses, senegaleses i spais a cavall. Un cop esclatà la II Guerra Mundial fou obligat a sortir enquadrat en una CTE, la número 114, i enviat a reforçar la Línia Maginot, al departament de la Moselle, on treballava fent un fossar antitanc amb vies de tren clavades al fons i amb fortins de ciment armat construïts cada cinc-cents metres, on hi havia dues metralladores i un canó anticarro; la seva estada en aquesta CTE abastà des de l’hivern de 1939 fins al juny de 1940 quan, concretament el dia 22, es van lliurar als alemanys i foren conduïts a un frontstalag. Al cap de tres o quatre dies foren traslladats a Estrasburg, a l’stalag V-D, on restà fins a començaments de desembre de 1940. La nit de l’11 de desembre, Francesc Comellas i 854 republicans espanyols més van iniciar, en comboi ferroviari i en vagons de passatgers, el camí cap al KL Mauthausen, on arriben la matinada del 13 de desembre; aquí van ser rebuts per la SS i el tracte envers ells va començar a canviar a pitjor. Pocs dies després va rebre el número de matrícula i el triangle que indicava la seva categoria i nacionalitat i que calia cosir a la part superior esquerra de la jaqueta. En el seu cas el triangle era el de color blau, d’apàtrida i amb la S d’spanier amb el número 4717. Dins el camp central Francesc Comellas va estar destinat uns dies al grup de la cuina, al kommando de la carretera i tres setmanes a la pedrera. El 6 de juny de 1941, Comellas va formar part del Kommando César, grup dirigit pel valencià César Orquín Serra i que estava format, únicament, per deportats espanyols. Aquest grup realitzà treballs a tres indrets de la província de l’Alta Àustria: Wagrain, a Vöcklabruck; Ternberg, a la riba del riu Enns, i Schlier, a Zipf. El 4 de maig de 1945 una columna de deportats va sortir del camp de Redl-Zipf en direcció a Ebensee; en una parada Comellas i tres companys més es van evadir. Dos dies més tard, el 6 de maig, van veure una columna mecanitzada de tropes americanes que els va trobar i els alliberà. Comellas va romandre a Àustria tot fixant-hi la seva residència. El 1947 un centenar d’antics deportats espanyols organitzen i constitueixen l’OREA, una associació per conservar la identitat republicana i realitzar activitats de propaganda antifeixista i de difusió de la situació espanyola. | Castellar del Vallès      | Plaça del Mirador 41° 36′ 58.565″ N, 2° 5′ 17.177″ E / 41.61626806°N,2.08810472°E                          | 27 gener 2017          |
|      | Neus Català i Pallejà         | | Els Guiamets              | c. Nou, 3 41° 6′ 5.893″ N, 0° 45′ 13.080″ E / 41.10163694°N,0.75363333°E                                   | 25 gener 2018          |
|      | Ramon Alsedà Sanou            | Nasqué a Freixenet de Segarra el 22 d'agost de 1905, fill de Francesc Alsedà Codina i Teresa Sanou Botet. Jornaler de professió, es casà amb Dolors Ferrer Nadal. Acabada la Guerra Civil s'exilià a França. Amb l'ocupació nazi de França caigué presoner i fou traslladat al camp d'internament o stalag XII-D de Trier (Alemanya); deportat a Mauthausen (Àustria) el 25 de gener de 1941, i d'aquí a Gusen el 8 d'abril de 1941. Hauria estat assassinat al castell de Hartheim, kommando especial de Mauthausen, el 25 de setembre de 1941. | Cervera                   | Plaça Major, 1 41° 39′ 56″ N, 1° 16′ 16″ E / 41.66556°N,1.27111°E                                          | 26 gener 2018          |
|      | Magí Bergadà Amat             | Nasqué a Sant Antolí el 24 d'agost de 1917. Fill d'Antoni Bergadà Rosell i Maria Amat Vilaplana. S'exilià a França acabada la Guerra Civil. Presoner dels alemanys, ingressà en el camp de presoners de guerra d'Estrasburg (Stalag V-D), a la regió d'Alsàcia i departament del Baix Rin. Deportat a Mauthausen el 13 de desembre de 1940, aconseguí sobreviure, bo i essent alliberat del camp austríac el 5 de maig de 1945. | Ribera d'Ondara           | Sant Antolí, Raval del Pont, 6 41° 37′ 41″ N, 1° 20′ 28″ E / 41.62806°N,1.34111°E                          | 26 gener 2018          |
|      | Ramon Bonet Vilarrubí         | Nasqué a Granyena de Segarra el 3 de juny de 1895. Fill de Joan Bonet Carulla i Maria Vilarrubí Capdevila. Pagès de professió, vivia al carrer Raval del Nord, 4. Exiliat a França el 1939, caigué presoner dels alemanys a la primavera de 1940. Ingressà a l'Stalag XI-B de Fallingbostel i el 27 de gener de 1941 fou deportat a Mauthausen (Àustria), i d'aquí a Gusen, kommando de Mauthausen, el 17 de febrer de 1941, on moriria l'1 de desembre de 1941. | Granyena de Segarra       | c. Sant Pere, 14 41° 37′ 25″ N, 1° 14′ 50″ E / 41.62361°N,1.24722°E                                        | 26 gener 2018          |
|      | Antoni Cases Blanch           | Nasqué a Torà el 24 de desembre de 1893. Fill de Antoni Cases Mas i d'Anna Maria Blanch Bagà. De ca l'Anna Maria (carrer Nou, 9). Pertanyé al Sindicat d'Oficis Varis-CNT de Torà, i fou membre del Comitè Antifeixista i regidor de l'Ajuntament de Torà. El gener de 1939 s'exilià a França amb tota la seva família. Capturat pels alemanys ingressa al camp de presoners de guerra d'Estrasburg (Stalag V-D) i el 13 de desembre de 1940 es deportat a Mauthausen (Àustria). Acabà els seus darrers dies a Gusen, kommando de Mauthausen, a on hi arribà el 29 de març de 1941. Dos mesos després, el 24 de maig de 1941, moriria en aquest camp. | Torà                      | c. Nou, 9 41° 48′ 42″ N, 1° 24′ 50″ E / 41.81167°N,1.41389°E                                               | 26 gener 2018          |
|      | Salvador Calderó Aldabó       | Nasqué a la Prenyanosa el 29 de juny de 1915. Fill de Ferran Calderó Tolosa i d'Assumpció Aldabó Coberó. Era el segon de tres germans. La família vivia al núm. 2 de la Plaça de la Prenyanosa. Conegué l'exili a França, a on hi arribà a començament de 1939. Presoner de guerra dels alemanys, ingressà a l'Stalag XVII-B de Krems-Gneixendorf. Fou deportat a Mauthausen el 19 de desembre de 1941, i d'allà a Gusen el 12 de maig de 1942, on moriria el 26 de juliol del mateix any. | Cervera (La Prenyanosa)   | c. del Forn, s/n 41° 42′ 43″ N, 1° 17′ 23″ E / 41.71194°N,1.28972°E                                        | 26 gener 2018          |
|      | Ramon Gomà Solé               | Nasqué a Tarroja de Segarra el 16 de febrer de 1914. Fill de Ramon Gomà Montagut i Maria Solé Closa. Vivia al carrer de Baix núm. 10. Solter i pagès de professió. S'exilià a França el gener de 1939. Capturat pels alemanys anà a parar com a presoner de guerra al camp de presoners de Krems-Gneixendorf (Stalag XVII-B). Fou deportat a Mauthausen (Àustria) el 19 de desembre de 1941, i d'allà a Steyr, kommando de l'anterior, on hauria mort el 2 d'abril de 1944. En la relació de presoners consta com a «Rotspanier», o roig espanyol. Segons International Tracing Service (ITS), morí en atac aeri al mateix camp el 2 d'abril de 1944. | Tarroja de Segarra        | Ctra. L-311a, Casa Consistorial 41° 43′ 50″ N, 1° 16′ 35″ E / 41.73056°N,1.27639°E                         | 26 gener 2018          |
|      | Salvador Grau Bibià           | Nasqué a Sanaüja el 12 de novembre de 1906. De cal Xamet (carrer del Forn núm. 6). Fill de Francesc Grau Plana i Jacinta Bibià Torruella. Paleta de professió. Es casà amb Concepció Llorens Vilella el 2 de gener de 1931. S'exilià a França. Fet presoner pels nazis, ingressà a Compiègne, departament d'Oise, el 28 de juliol de 1944, i traslladat després a Bremen-Ostertor. Finalment deportat a Neuengamme el 31/01/1944, d'on en sortiria alliberat el 29 d'abril de 1945. | Sanaüja                   | c. del Forn, 6 41° 52′ 31″ N, 1° 18′ 35″ E / 41.87528°N,1.30972°E                                          | 26 gener 2018          |
|      | Antoni Merli Cornellana       | Nasqué les Oluges el 18 d'abril de 1897. Fill d'Antoni Merli Cortadelles i de Josefa Cornellana Figueres. Pagès. Casat amb Josepa Boladeras Pesarrodona, amb qui tingué dues filles (Josefa i Ramona). Vivien al carrer Ravalet núm. 4 de les Oluges. Acabada la Guerra Civil a Catalunya passà a França amb la seva família pel Pertús, el gener de 1939. Ingressà al camp d'Argelers de la Marenda i treballà de pagès durant una uns mesos a Peiriac de Mar. Mobilitzat per l'Estat francès i enrolat en la 108 Companyia de Treballadors Estrangers (CTE). En aquesta companyia treballà en obres de fortificació a Faulquemont i després passà a Saint Florentin. Fet presoner pels nazis, ingressà a l'Stalag VI-C de Bathorn. Fou deportat a Mauthausen el 22 de juliol de 1941, i el 20 d'octubre de 1941, a Gusen on hi morí el 21 de novembre de 1941. | Les Oluges                | Plaça Major, s/n 41° 41′ 46″ N, 1° 19′ 8″ E / 41.69611°N,1.31889°E                                         | 26 gener 2018          |
|      | Miquel Porté Rius             | Nasqué a Cervera el 4 de juliol de 1908. Fill de Jaume Porté Sacau i de Mercè Rius Vallès. S'exilià el 1939 a França on fou fet presoner amb l'ocupació nazi d'aquest país. Ingressà a l'stalag VII-A de Moosburg. Fou deportat a Mauthausen el 31 d'agost de 1941, i d'allà a Gusen el 20 d'octubre de 1941, on moriria l'1 de gener de 1942. | Cervera                   | Plaça Major, 1 41° 39′ 56″ N, 1° 16′ 16″ E / 41.66556°N,1.27111°E                                          | 26 gener 2018          |
|      | Josep Riera Closa             | Nasqué a Cervera el 26 de març de 1906. Fill de Joan Riera Batlle i Mercè Closa Pijoan. Treballà de peó a la farinera La Cervariense. Es casà amb Maria Casanovas Ollé, amb qui tingueren dos fills: Joan i Josep Maria. Secretari sindical del PSUC i membre del Centre Obrer Instructiu d'Unió Republicana. S'exilià a França el 1939. Després de passar per camps d'internament del Rosselló es enviat a Toet de Var, al departament dels Alps Marítims on fou destinat a la 40 Companyia de Treballadors Estrangers (CTE) per treballar en obres de fortificació davant la frontera alemanya. Amb l'ocupació nazi es fet presoner. Passà per Belfort i Colmar, abans del seu ingrés al camp de presoners o l'Stalag XI-C de Fallingbostel. El 27 de gener de 1941 fou deportat a Mauthausen, i d'allà passà a Gusen el 17 de febrer de 1941, on morí el 15 de maig de 1943. | Cervera                   | Plaça Major, 1 41° 39′ 56″ N, 1° 16′ 16″ E / 41.66556°N,1.27111°E                                          | 26 gener 2018          |
|      | Magí Solé Ballesté            | Nasqué a Talavera el 2 de febrer de 1894. De ca l'Escorsaire. Fill de Josep Solé Companys i Adelaida Ballesté Miró. Pagès de professió. S'exilià a França el gener de 1939. Passà pels camps d'internament d'Argelers de la Marenda i Agde. El juliol del 1939, ell i 500 homes més del camp d'Agde són traslladats a Sant Estève de Tinèa prop de la frontera italiana. Destinat a la 93 Companyia de Treballadors Estrangers (CTE), treballà en la zona de Lo Sauze dau Lac. El gener de 1940 escriu a la família des de Bellefontaine, comuna de Futeau. A l'abril es trobava a Mousson i molt a prop de la línia Maginot on fortificava la seva unitat. Amb l'entrada de les tropes alemanyes a França, el maig de 1940, es fet presoner de guerra i traslladat a l'Stalag XI-B de Fallingbostel, a la Baixa Saxònia. Deportat a Mauthausen el 27 de gener de 1941, i d'aquí al kommando de Gusen el 8 d'abril de 1941, on morí el 24 d'agost de 1941. | Talavera                  | Plaça Major, 6 41° 39′ 56″ N, 1° 20′ 17″ E / 41.66556°N,1.33806°E                                          | 26 gener 2018          |
|      | Eduard Boada Oliver           | | Olesa de Monserrat        | Plaça Fèlix Figueras i Aragay 41° 32′ 38.3″ N, 1° 53′ 27″ E / 41.543972°N,1.89083°E                        | 27 gener 2018          |
|      | Joan Cerdà Paraire            | | Olesa de Monserrat        | Plaça Fèlix Figueras i Aragay 41° 32′ 38.3″ N, 1° 53′ 27″ E / 41.543972°N,1.89083°E                        | 27 gener 2018          |
|      | Ramon Cerdà Paraire           | | Olesa de Monserrat        | Plaça Fèlix Figueras i Aragay 41° 32′ 38.3″ N, 1° 53′ 27″ E / 41.543972°N,1.89083°E                        | 27 gener 2018          |
|      | Joan Duran Sarri              | | Olesa de Monserrat        | Plaça Fèlix Figueras i Aragay 41° 32′ 38.3″ N, 1° 53′ 27″ E / 41.543972°N,1.89083°E                        | 27 gener 2018          |
|      | Miquel Grau Mateu             | | Olesa de Monserrat        | Plaça Fèlix Figueras i Aragay 41° 32′ 38.3″ N, 1° 53′ 27″ E / 41.543972°N,1.89083°E                        | 27 gener 2018          |
|      | Francesc Llongueras Marcet    | | Olesa de Monserrat        | Plaça Fèlix Figueras i Aragay 41° 32′ 38.3″ N, 1° 53′ 27″ E / 41.543972°N,1.89083°E                        | 27 gener 2018          |
|      | José Marcos Martínez          | | Olesa de Monserrat        | Plaça Fèlix Figueras i Aragay 41° 32′ 38.3″ N, 1° 53′ 27″ E / 41.543972°N,1.89083°E                        | 27 gener 2018          |
|      | Josep Bartolomé Gajón         | | Olesa de Monserrat        | Plaça Fèlix Figueras i Aragay 41° 32′ 38.3″ N, 1° 53′ 27″ E / 41.543972°N,1.89083°E                        | 27 gener 2018          |
|      | Salvador Bartolomé Gajón      | | Olesa de Monserrat        | Plaça Fèlix Figueras i Aragay 41° 32′ 38.3″ N, 1° 53′ 27″ E / 41.543972°N,1.89083°E                        | 27 gener 2018          |
|      | Francesc Margalef Treig       | | Olesa de Monserrat        | Plaça Fèlix Figueras i Aragay 41° 32′ 38.3″ N, 1° 53′ 27″ E / 41.543972°N,1.89083°E                        | 27 gener 2018          |
|      | Manel Martín Alquezar         | | Olesa de Monserrat        | Plaça Fèlix Figueras i Aragay 41° 32′ 38.3″ N, 1° 53′ 27″ E / 41.543972°N,1.89083°E                        | 27 gener 2018          |
|      | Josep Valldeperas Macià       | | Olesa de Monserrat        | Plaça Fèlix Figueras i Aragay 41° 32′ 38.3″ N, 1° 53′ 27″ E / 41.543972°N,1.89083°E                        | 27 gener 2018          |
|      | Eugeni Vidal Forcada          | | Olesa de Monserrat        | Plaça Fèlix Figueras i Aragay 41° 32′ 38.3″ N, 1° 53′ 27″ E / 41.543972°N,1.89083°E                        | 27 gener 2018          |
|      | Laureano Alegre Belmonte      | | Sabadell                  | c. de Maria de Bell-lloc, 53 41° 33′ 23.447″ N, 2° 6′ 10.637″ E / 41.55651306°N,2.10295472°E               | 27 gener 2018          |
|      | Celestí Altarriba Bosoms      | | Sabadell                  | c. de Galceran de Pinós, 1                                                                                 | 27 gener 2018          |
|      | Josep Amorós Mestres          | | Sabadell                  | c. de Llobet, 39 41° 33′ 1.678″ N, 2° 6′ 43.782″ E / 41.55046611°N,2.11216167°E                            | 27 gener 2018          |
|      | Venanci Anglès Anglès         | | Sabadell                  | c. de Latorre, 20-28 41° 32′ 21.790″ N, 2° 6′ 43.046″ E / 41.53938611°N,2.11195722°E                       | 27 gener 2018          |
|      | Jaume Arís Estrada            | | Sabadell                  | c. de l'Escola Pia, 32                                                                                     | 27 gener 2018          |
|      | Ramon Batet Planas            | | Sabadell                  | c. de les Cases d'en Sangés, 5                                                                             | 27 gener 2018          |
|      | Esteve Cañellas Mañé          | | Sabadell                  | c. de Larra, 22 41° 32′ 56.2132″ N, 2° 5′ 08.4188″ E / 41.548948111°N,2.085671889°E                        | 27 gener 2018          |
|      | Melcior Cañellas Mañé         | | Sabadell                  | pl. de Magdalena Calonge (part alta) 41° 32′ 52.4116″ N, 2° 5′ 34.4263″ E / 41.547892111°N,2.092896194°E   | 27 gener 2018          |
|      | Emili Català López            | | Sabadell                  | c. del Jardí, 52                                                                                           | 27 gener 2018          |
|      | Jaume Causenillas Gené        | | Sabadell                  | pl. de Magdalena Calonge (part alta) 41° 32′ 52.4116″ N, 2° 5′ 34.4263″ E / 41.547892111°N,2.092896194°E   | 27 gener 2018          |
|      | Josep Coll Saperas            | | Sabadell                  | c. de Riera Villaret, 65                                                                                   | 27 gener 2018          |
|      | Josep Domènech Cortada        | | Sabadell                  | c. dels Montcada, 45                                                                                       | 27 gener 2018          |
|      | Emili Ferrando Rosell         | | Sabadell                  | c. del Vapor, 26                                                                                           | 27 gener 2018          |
|      | Antoni Hilario Planellas      | | Sabadell                  | c. de les Comèdies, 19                                                                                     | 27 gener 2018          |
|      | Joaquim Lou Ripollès          | | Sabadell                  | c. de Paco Mutlló, 55                                                                                      | 27 gener 2018          |
|      | Marià Llonch Casanovas        | | Sabadell                  | c. del Papa Pius XI, 172                                                                                   | 27 gener 2018          |
|      | Emili Marquès Aracil          | | Sabadell                  | c. de Manso, 71                                                                                            | 27 gener 2018          |
|      | Rafael Monllor Belenguer      | | Sabadell                  | c. de Llobet, 32                                                                                           | 27 gener 2018          |
|      | Pedro Monter Ferri            | | Sabadell                  | Ctra. de Caldes, 11                                                                                        | 27 gener 2018          |
|      | Manuel Mullor Català          | | Sabadell                  | Pg. de Manresa, 3                                                                                          | 27 gener 2018          |
|      | Valentí Oliveras Valls        | | Sabadell                  | Pl. del Vallès, 26-29                                                                                      | 27 gener 2018          |
|      | Pau Pallàs Alsina             | (veure la seva biografia a sota de les Stolpersteine de Ripollet) | Sabadell                  | Av. de Barberà, 343                                                                                        | 27 gener 2018          |
|      | Jaume Paloma Masafret         | [ 31 ] | Sabadell                  | Raval de Fora, 3                                                                                           | 27 gener 2018          |
|      | Francesc Abelló Gracia        | | Granollers                | c. Álvarez de Castro s/n                                                                                   | 28 gener 2018          |
|      | Pere Giner Castany            | | Granollers                | c. Josep Umbert                                                                                            | 28 gener 2018          |
|      | Miquel Jané Bauras            | | Granollers                | c. Sant Jaume,57                                                                                           | 28 gener 2018          |
|      | Artur Masjuan Reverte         | | Granollers                | c. Girona, 54                                                                                              | 28 gener 2018          |
|      | Francesc Mompart León         | | Granollers                | c. Ricomà, 53                                                                                              | 28 gener 2018          |
|      | Josep Pibernat Parés          | | Granollers                | c. Francesc Tarafa, 90-92                                                                                  | 28 gener 2018          |
|      | Josep Pont Antigas            | | Granollers                | c. Olles                                                                                                   | 28 gener 2018          |
|      | Josep Bartra Canet            | | Girona                    | Jardí de la Infància 41° 58′ 50.9887″ N, 2° 49′ 27.7702″ E / 41.980830194°N,2.824380611°E                  | 29 gener 2018          |
|      | Modesto Canet                 | | Girona                    | Jardí de la Infància 41° 58′ 50.9887″ N, 2° 49′ 27.7702″ E / 41.980830194°N,2.824380611°E                  | 29 gener 2018          |
|      | Àngel Codina Martínez         | | Girona                    | Jardí de la Infància 41° 58′ 50.9887″ N, 2° 49′ 27.7702″ E / 41.980830194°N,2.824380611°E                  | 29 gener 2018          |
|      | José Dolovardes               | | Girona                    | Jardí de la Infància 41° 58′ 50.9887″ N, 2° 49′ 27.7702″ E / 41.980830194°N,2.824380611°E                  | 29 gener 2018          |
|      | Artur Gallego Sànchez         | | Girona                    | Jardí de la Infància 41° 58′ 50.9887″ N, 2° 49′ 27.7702″ E / 41.980830194°N,2.824380611°E                  | 29 gener 2018          |
|      | Joan Gasau Pou                | | Girona                    | Jardí de la Infància 41° 58′ 50.9887″ N, 2° 49′ 27.7702″ E / 41.980830194°N,2.824380611°E                  | 29 gener 2018          |
|      | Fidel Malla Franch            | | Girona                    | Jardí de la Infància 41° 58′ 50.9887″ N, 2° 49′ 27.7702″ E / 41.980830194°N,2.824380611°E                  | 29 gener 2018          |
|      | Francesc Massa                | | Girona                    | Jardí de la Infància 41° 58′ 50.9887″ N, 2° 49′ 27.7702″ E / 41.980830194°N,2.824380611°E                  | 29 gener 2018          |
|      | Josep Ribas Llinàs            | | Girona                    | Jardí de la Infància 41° 58′ 50.9887″ N, 2° 49′ 27.7702″ E / 41.980830194°N,2.824380611°E                  | 29 gener 2018          |
|      | Lluís Roca Sureda             | | Girona                    | Jardí de la Infància 41° 58′ 50.9887″ N, 2° 49′ 27.7702″ E / 41.980830194°N,2.824380611°E                  | 29 gener 2018          |
|      | Rafel Laborda Salazar         | | Girona                    | Jardí de la Infància 41° 58′ 50.9887″ N, 2° 49′ 27.7702″ E / 41.980830194°N,2.824380611°E                  | 29 gener 2018          |
|      | Gaietà Sànchez Tocalon        | | Girona                    | Jardí de la Infància 41° 58′ 50.9887″ N, 2° 49′ 27.7702″ E / 41.980830194°N,2.824380611°E                  | 29 gener 2018          |
|      | Jaume Soler Juanals           | | Girona                    | Jardí de la Infància 41° 58′ 50.9887″ N, 2° 49′ 27.7702″ E / 41.980830194°N,2.824380611°E                  | 29 gener 2018          |
|      | Gregori Verdaguer Dorca       | | Girona                    | Jardí de la Infància 41° 58′ 50.9887″ N, 2° 49′ 27.7702″ E / 41.980830194°N,2.824380611°E                  | 29 gener 2018          |
|      | Joan Vila Bataller            | | Girona                    | Jardí de la Infància 41° 58′ 50.9887″ N, 2° 49′ 27.7702″ E / 41.980830194°N,2.824380611°E                  | 29 gener 2018          |
|      | Eliseu Vidal Culubret         | [ 32 ] | Girona                    | Jardí de la Infància 41° 58′ 50.9887″ N, 2° 49′ 27.7702″ E / 41.980830194°N,2.824380611°E                  | 29 gener 2018          |
|      | Emília Masachs Borruel        | | Sabadell                  | Ctra. de Barcelona, 558                                                                                    | 10 juny 2018           |
|      | Angelina Masachs Borruel      | | Sabadell                  | Ctra. de Barcelona, 558                                                                                    | 10 juny 2018           |
|      | Miquel Obradors Mas           | | Navàs                     | Plaça de l'Ajuntament 41° 54′ 0.02″ N, 1° 52′ 43.54″ E / 41.9000056°N,1.8787611°E                          | 29 gener 2019          |
|      | Celestino Altarriba Busoms    | | Gironella                 | Passeig de Cal Metre                                                                                       | 19 abril 2019          |
|      | Ramon Pujol Soler             | | Gironella                 | Passeig de Cal Metre                                                                                       | 19 abril 2019          |
|      | Alfonso Sabaté Casellas       | | Gironella                 | Passeig de Cal Metre                                                                                       | 19 abril 2019          |
|      | Lluís Pajerols Masforrol      | | Gironella                 | Passeig de Cal Metre                                                                                       | 19 abril 2019          |
|      | Ramon Manubens Pregonas       | | Gironella                 | Passeig de Cal Metre                                                                                       | 19 abril 2019          |
|      | Jaime Canals Viladomat        | | Gironella                 | Passeig de Cal Metre                                                                                       | 19 abril 2019          |
|      | Roque Latrilla Casafont       | | Gironella                 | Passeig de Cal Metre                                                                                       | 19 abril 2019          |
|      | Peret Barbarroja Sala         | | Lleida                    | Camí de Canet, 17                                                                                          | 20 abril 2019          |
|      | Domènec Miñano Lozano         | | Lleida                    | c. Manuel de Montsuar, 2                                                                                   | 20 abril 2019          |
|      | Josep Estrada Fabregat        | | Lleida                    | c. Príncep de Viana, 37                                                                                    | 20 abril 2019          |
|      | Manolo San Martín Santamaría  | | Lleida                    | c. Sant Ruf, 23                                                                                            | 20 abril 2019          |
|      | Ramon Alandí Qui              | | Lleida                    | c. Democràcia, 11                                                                                          | 20 abril 2019          |
|      | Josep Casas Ezequiel          | | Lleida                    | c. Canyeret, 18                                                                                            | 20 abril 2019          |
|      | Pau Pinós Abad                | | Lleida                    | c. Canyeret, 8                                                                                             | 20 abril 2019          |
|      | Enric Curià Gatius            | | Lleida                    | c. Cavallers, 46                                                                                           | 20 abril 2019          |
|      | Josep Teixidó Badia           | | Lleida                    | c. Sant Martí, 6                                                                                           | 20 abril 2019          |
|      | Josep Pach Roselló            | | Lleida                    | c. Canonge Brugulat, 22                                                                                    | 20 abril 2019          |
|      | Carmelo Carrera Botines       | Va nàixer a Albatàrrec el 1916. Va lluitar en la Guerra Civil Espanyola de 1936 activament a la Batalla de Belchite i al Cap de pont de Balaguer. Hagué de passar a França on va col·laborar amb la Resistència fins que fou empresonat i dut al camp d'extermini de Mauthausen-Gusen on fou mort el 2 de novembre de 1941. | Albatàrrec                | Plaça de Ramon Felip                                                                                       | 20 abril 2019          |
|      | Josep Agustí Bombui           | Va néixer a Almassora (Plana Alta) el 28 de desembre de 1896, tot i que de ben jove va arrelar a Cubelles, arribant a integrar el Comitè de Defensa que es constituí a la vila un cop va esclatar la guerra del 1936. Segons les investigacions de l’historiador Antoni Pineda, la seva tasca fou determinant perquè mossèn Jaume Rosell salvés la vida després d’estar amagat a diversos indrets de Cubelles i la comarca i, posteriorment, es refugiés a Barcelona. A la fi de la contesa bèl·lica, va emprendre el camí de l'exili cap a França, on fou internat al camp de refugiats d’Angulema i, el 20 d’agost de 1940, enviat al camp de concentració de Mauthausen. D’aquesta manera, va formar part del tristament conegut Comboi del 927, integrat per famílies senceres de republicans catalans i espanyols i que esdevingué el primer enviament massiu de deportats civils a un camp nazi registrat durant la II Guerra Mundial, abans que jueus, gitanos i russos. Les deplorables condicions en què malvivien a Mauthausen acabà amb la seva vida al camp satèl·lit de Gusen, el 24 de gener de 1941, a l'edat de 44 anys. | Cubelles                  | c. Sant Antoni, 31                                                                                         | 20 abril 2019          |
|      | Ramon Vitales Cáncer          | | Sabadell                  | c. Vidal s/n - Gran Via                                                                                    | 25 gener 2020          |
|      | Narcís Canales Llopart        | | Sabadell                  | c. Gertrudis Artigas, 5                                                                                    | 25 gener 2020          |
|      | Andrés Casbas Güerre          | | Sabadell                  | c. Castellar del Vallès, 19                                                                                | 25 gener 2020          |
|      | Ginés Pérez Garrido           | | Sabadell                  | Riera Villaret, 46                                                                                         | 25 gener 2020          |
|      | José Sánchez Laorden          | | Sabadell                  | Riera Villaret, 80                                                                                         | 25 gener 2020          |
|      | Eduard Garrigós i Soler       | | Sabadell                  | c. Piferrer, 25                                                                                            | 25 gener 2020          |
|      | Pau Alemany Figueres          | | Sabadell                  | c. Sant Miquel, 18                                                                                         | 25 gener 2020          |
|      | Alexandre Tamarit Guiu        | | Sabadell                  | c. Taulí, 29                                                                                               | 25 gener 2020          |
|      | Pelegrí Pelegrí Porqueres     | | Sabadell                  | c. Convent, 96                                                                                             | 25 gener 2020          |
|      | Salvador Vidal Claramunt      | | Sabadell                  | c. Alcalde Moix, 5                                                                                         | 25 gener 2020          |
|      | Francesc Sas Llop             | | Sabadell                  | c. Brujas, 161                                                                                             | 25 gener 2020          |
|      | Eugeni Arqués Simó            | | Sabadell                  | c. Sant Honorat, 85                                                                                        | 25 gener 2020          |
|      | Miguel Senar Burón            | | Sabadell                  | c. Prat de la Riba, s/n                                                                                    | 25 gener 2020          |
|      | Francesc Abad Samper          | | Sabadell                  | c. Terrassa, 169                                                                                           | 25 gener 2020          |
|      | Daniel Serratosa Fitó         | | Sabadell                  | c. Garcilaso, 118                                                                                          | 25 gener 2020          |
|      | Carles Retana Valls           | | Sabadell                  | c. Garcilaso, 60                                                                                           | 25 gener 2020          |
|      | Joan Grau Farràs              | | Sabadell                  | c. Pare Sallarès, 74                                                                                       | 25 gener 2020          |
|      | Miquel Balart Nasarre         | | Sabadell                  | c. Estrella, 129                                                                                           | 25 gener 2020          |
|      | Conrad Crespi Vergés          | | Sabadell                  | c. Pare Sallarès, 40                                                                                       | 25 gener 2020          |
|      | Miquel Vial Candia            | | Sabadell                  | c. Salut, 123                                                                                              | 25 gener 2020          |
|      | Fèlix Calatayud Tormo         | | Sabadell                  | Raval de Dins, 22                                                                                          | 25 gener 2020          |
|      | Joan Capellas Fages           | | Sabadell                  | c. Jesús, 6                                                                                                | 25 gener 2020          |
|      | Francesc Arroyo Maldonado     | | Sabadell                  | c. Sant Pau, 73                                                                                            | 25 gener 2020          |
|      | Francesc Sabatés Esperanza    | | Sabadell                  | c. Sant Cugat, 79                                                                                          | 25 gener 2020          |
|      | Josep Medina Solé             | | Sabadell                  | c. Narcisa Freixas, 29                                                                                     | 26 gener 2020          |
|      | Enric Segarra Espinach        | | Sabadell                  | Rambla, 22                                                                                                 | 26 gener 2020          |
|      | Pere Navarro Bielsa           | | Sabadell                  | c. Turull, 71                                                                                              | 26 gener 2020          |
|      | Vicente Garcia Negrillo       | | Sabadell                  | c. Borrell, 6                                                                                              | 26 gener 2020          |
|      | Pau Alós Escartín             | | Sabadell                  | c. Sentemenat, 144                                                                                         | 26 gener 2020          |
|      | Vicenç Expósito Serra         | | Sabadell                  | c. Buxeda, 47                                                                                              | 26 gener 2020          |
|      | Josep Rodríguez Escursell     | | Sabadell                  | c. Tetuan, 191                                                                                             | 26 gener 2020          |
|      | Agustí Ibáñez Solves          | | Sabadell                  | c. Brutau, 121                                                                                             | 26 gener 2020          |
|      | Jesús Valera Sarrià           | | Sabadell                  | c. Barberà, 402                                                                                            | 26 gener 2020          |
|      | José Pérez Coello             | | Sabadell                  | c. Santa Cecília, 3                                                                                        | 26 gener 2020          |
|      | Gabriel Benedicto Albalate    | | Sabadell                  | c. Barcelona, 547                                                                                          | 26 gener 2020          |
|      | Antonio Aguilar Sánchez       | | Sabadell                  | c. Monserrat Roig                                                                                          | 27 gener 2020          |
|      | Josep Maria Julià i Mendoza   | Va néixer a Mataró l'any 1910. Deportat al camp de Mauthausen-Gusen, mort el 23 de juny de 1942. | Mataró                    | Portal de Valldeix,33 41° 32′ 33.52583″ N, 2° 26′ 46.41192″ E / 41.5426460639°N,2.4462255333°E             | 20 setembre 2020       |
|      | Francesc Verdalet i Guardiola | | Mataró                    | Passeig del Callao, 4 41° 32′ 19.86445″ N, 2° 27′ 14.78758″ E / 41.5388512361°N,2.4541076611°E             | 20 setembre 2020       |
|      | Josep Herrera i Altimira      | | Mataró                    | Camí Ral l'Havanna, 45 41° 32′ 28.11202″ N, 2° 27′ 17.07164″ E / 41.5411422278°N,2.4547421222°E            | 20 setembre 2020       |
|      | Josep Duran i Martori         | | Mataró                    | c. Hospital, 23 41° 32′ 24.1829″ N, 2° 23′ 55.34772″ E / 41.540050806°N,2.3987077000°E                     | 20 setembre 2020       |
|      | Juli Pey i Torrents           | | Mataró                    | c. Sant Ramon, 16 41° 32′ 27.61112″ N, 2° 26′ 56.56095″ E / 41.5410030889°N,2.4490447083°E                 | 20 setembre 2020       |
|      | Niabel Belis i Miralles       | | Mataró                    | c. Enric Prat de la Riba, 15 41° 32′ 36.61051″ N, 2° 26′ 53.37299″ E / 41.5435029194°N,2.4481591639°E      | 20 setembre 2020       |
|      | Joan Peiró i Belis            | | Mataró                    | El Rierot, 21 41° 32′ 36.73598″ N, 2° 26′ 51.31396″ E / 41.5435377722°N,2.4475872111°E                     | 20 setembre 2020       |
|      | Josep Guasch i Pons           | | Mataró                    | Camí fondo, 20 41° 32′ 35.93317″ N, 2° 26′ 47.70139″ E / 41.5433147694°N,2.4465837194°E                    | 20 setembre 2020       |
|      | Josep Astort i Masip          | | Mataró                    | Camí fondo, 31 41° 32′ 38.09248″ N, 2° 26′ 48.75384″ E / 41.5439145778°N,2.4468760667°E                    | 20 setembre 2020       |
|      | Joaquim Mir i Brugada         | | Mataró                    | El Torrent, 66 41° 32′ 20.20486″ N, 2° 26′ 30.9056″ E / 41.5389457944°N,2.441918222°E                      | 20 setembre 2020       |
|      | Josep Ferrer i Coll           | | Mataró                    | El Torrent, 9 41° 32′ 24.02319″ N, 2° 26′ 26.93723″ E / 41.5400064417°N,2.4408158972°E                     | 20 setembre 2020       |
|      | Camil Quintana i Bassas       | | Mataró                    | c. Fray Luis de León, 61 41° 32′ 22.39536″ N, 2° 26′ 17.25898″ E / 41.5395542667°N,2.4381274944°E          | 20 setembre 2020       |
|      | Elies Soriano i Gonzàlez      | | Mataró                    | c. Sant Cugat, 13 41° 32′ 11.69501″ N, 2° 26′ 25.29903″ E / 41.5365819472°N,2.4403608417°E                 | 20 setembre 2020       |
|      | Ramon Aniento i Carmen        | | Mataró                    | c. Sant Josep Oriol, 5 41° 32′ 13.38243″ N, 2° 26′ 33.79018″ E / 41.5370506750°N,2.4427194944°E            | 20 setembre 2020       |
|      | Pere Guillaume i Reixach      | | Mataró                    | Muralla de Sant Llorenç, 6 41° 32′ 20.25914″ N, 2° 26′ 36.42633″ E / 41.5389608722°N,2.4434517583°E        | 20 setembre 2020       |
|      | Enric Aragonès Campderròs     | | Rubí                      | c. Narcís Menard, 15                                                                                       | 21 setembre 2020       |
|      | Joaquim Aragonès Campderròs   | | Rubí                      | c. Narcís Menard, 15                                                                                       | 21 setembre 2020       |
|      | Francesc Bartroli Creus       | | Rubí                      | c. Sant Jaume, 16                                                                                          | 21 setembre 2020       |
|      | Gregorio Beltran Jardiel      | | Rubí                      | c. Magallanes, 33                                                                                          | 21 setembre 2020       |
|      | Joaquim Cardona Pareras       | | Rubí                      | c. Sant Miquel, 25                                                                                         | 21 setembre 2020       |
|      | José López de Letona Angulo   | | Rubí                      | c. Rafael de Casanovas, 12                                                                                 | 21 setembre 2020       |
|      | Jesús Montroig Cuartero       | | Rubí                      | c. Pintor Murillo, 13                                                                                      | 21 setembre 2020       |
|      | Antoni Òdena Òdena            | | Rubí                      | c. Terrassa, 33                                                                                            | 21 setembre 2020       |
|      | Antoni Pereña Salas           | | Rubí                      | c. Nou, 9 bis                                                                                              | 21 setembre 2020       |
|      | Joaquim Rusiñol Folch         | | Rubí                      | c. Sant Pere, 5                                                                                            | 21 setembre 2020       |
|      | Andreu Vidal Almirall         | | Rubí                      | c. Sant Miquel, 13                                                                                         | 21 setembre 2020       |
|      | Filomeno González Carreño     | S'instal·là a Cardona el 1924. S'exilià i fou internat als camps de Cat Nord. Reclòs a l'stalag de Ziegenhainz, fou deportat a Mauthausen, 8/1940, i Gusen on morí el 26/09/1941. | Cardona                   | c. Sant Miquel, 53                                                                                         | 21 setembre 2020       |
|      | Ramon Gassó Sucarrats         | Marxà milicià al front, s'exilià i fou internat a Barcarès. S'integrà a una CTE i fou detingut el 22/06/1940. Deportat a Mauthausen, 12/1940, i Gusen fou alliberat el 1945. | Cardona                   | c. Major, 25                                                                                               | 21 setembre 2020       |
|      | Antonio Simón Carmona         | Va arribar amb la seva família a Cardona el 1935. S'exilià i fou posteriorment reclòs a l'stalag XVIII prop de Salzburg. Deportat a Mauthausen l'11/9/1941 fou assassinat a Gusen el 31/12/1941. | Cardona                   | c. Nou, 28                                                                                                 | 21 setembre 2020       |
|      | Luis Gorgui Mateo             | | Esparreguera              | c. Santa Eulàlia                                                                                           | 8 octubre 2020         |
|      | Pere Monné González           | | Esparreguera              | c. Montserrat, 6                                                                                           | 8 octubre 2020         |
|      | Manel Bosch Guixà             | | Esparreguera              | c. Montserrat, 27                                                                                          | 8 octubre 2020         |
|      | Lluís Iglesias Hinojosa       | | Esparreguera              | c. Montserrat,90                                                                                           | 8 octubre 2020         |
|      | Manuel Julià Mer              | | Esparreguera              | c. Hortes,27                                                                                               | 8 octubre 2020         |
|      | Salvador Bartolomé Gajón      | | Esparreguera              | c. Continues, s/n                                                                                          | 8 octubre 2020         |
|      | José Bartolomé Gajón          | | Esparreguera              | c. Continues, s/n                                                                                          | 8 octubre 2020         |
|      | José Allueva Millán           | | Figueres                  | c. Santa Llúcia, 8                                                                                         | 10 octubre 2020        |
|      | Martí Bosch Planas            | | Figueres                  | c. Nou, 142                                                                                                | 10 octubre 2020        |
|      | Rossend Capellades Ferrer     | | Figueres                  | c. Joan Maragall, 3                                                                                        | 10 octubre 2020        |
|      | Joan Coronas Pujadas          | | Figueres                  | c. Lasauca, 12                                                                                             | 10 octubre 2020        |
|      | Valentín Garcia Menier        | | Figueres                  | c. Perpinyà, s/n                                                                                           | 10 octubre 2020        |
|      | Vicens Gené Llanet            | | Figueres                  | Pl. del Ajuntament                                                                                         | 10 octubre 2020        |
|      | Tomàs Marmaneu Gratacós       | | Figueres                  | c. Vilafant, 44                                                                                            | 10 octubre 2020        |
|      | José Martín Hernán            | | Figueres                  | c. Vilafant, 47                                                                                            | 10 octubre 2020        |
|      | Joaquin Masó Iguanet          | | Figueres                  | c. Rutlla, 27                                                                                              | 10 octubre 2020        |
|      | Enric Moner Castell           | | Figueres                  | Mas Ferrer                                                                                                 | 10 octubre 2020        |
|      | José Santaló Recio            | | Figueres                  | c. La Rosa, 3                                                                                              | 10 octubre 2020        |
|      | Lluís Companys i Jover        | Primer president del Parlament de Catalunya (1932-1933), ministre del Govern Espanyol (segon semestre del 1933), president de la Generalitat de Catalunya republicana (1934 i 1936-1940) durant la Segona República Espanyola i president d'ERC (1933-1934). És l'únic president de govern elegit democràticament que va morir executat a l'estat espanyol. | Barcelona                 | Plaça de Sant Jaume 41° 22′ 58.06″ N, 2° 10′ 36.63″ E / 41.3827944°N,2.1768417°E                           | 15 octubre 2020        |
|      | Tomás Caballero Vico          | Nascut el 1897 a Castillejar, Granada. Emigrà a Catalunya amb els seus germans als vols de la dècada dels 20 del segle passat. Va treballar a la Uralita on va conèixer el moviment obrer anarquista gràcies també a la seva família. Després dela Guerra Civil el seu domicili fou registrat, com tants d'altres, acusats de sostracció de béns i la seva dona, Adoración Teruel Alonso, vexada, va ser obligada per la falange de Ripollet a tallar-se els cabells al zero i a fer tasques de neteja. El Tomàs va patir l'exili el mateix dia que les tropes franquistes ocupaven la vila, alertat de les represàlies que el franquisme duia a terme a mesura que avançava. Arribà a França, on va passar el periple dels camps de confinament francesos a la Catalunya Nord. El 25 de gener de 1941, va ser detingut per la Gestapo i deportat pels nazis a Mauthausen. D'allà va ser traslladat al camp de concentració de Gusen, fins a la seva mort el 14 de setembre de 1941. | Ripollet                  | c. Sagrera, 5                                                                                              | 23 gener 2021          |
|      | Sotero López Tello            | Nascut a Benamaurel (Granada) l'any 1909, va arribar a Ripollet abans de la guerra civil i també va patir l'exili per la frontera dels Pirineus. Va ser deportat a Mauthausen el 27 de gener de 1941, amb el mateix grup del també ripolletenc Juan Montesinos Uribe, compost de 1506 persones, procedent de l'Stalag, el camp de presoners, a prop de Hannover. Va ser detingut per la Gestapo de Lüneburg. A Mauthausen és el número 6404 i la seva mort el 10 de febrer de 1942 se situa al Castell de Hartheim, prop de Linz (Àustria), un centre d'experimentació amb cossos humans i d'extermini. És un dels dos assassinats coneguts mitjançant el gas. | Ripollet                  | c. Calvari, 58                                                                                             | 23 gener 2021          |
|      | Josep Datzira Casamitjana     | Pagès nascut a Ripollet el 12 de febrer de 1912, va ser deportat a Mauthausen el 3 d'abril de 1941, procedent de l'Stalag de Trier, prop de la frontera amb Luxemburg, amb un grup compost de 358 persones. Havia estat detingut pel grup de la Gestapo de Trier i constava amb el núm. 5762. Va ser deportat a Mauthausen amb el número 3916 i el seu nom figura en un suposat trasllat sanitari el 30 de gener de 1942 amb sis persones més. Als deportats els informaven del seu trasllat a un hospital, però de fet eren duts a gasejar en una mena d'ambulància. És l'altre dels dos ripolletencs coneguts que van ser gasejats el 2 de febrer de 1942. | Ripollet                  | c. Nou, 15                                                                                                 | 23 gener 2021          |
|      | Juan Montesinos Uribe         | Nascut a Huercalovera, Almeria, el 1908. Emigrà amb la seva família, tal com ho van fer milers de persones, en l'anomenada "emigració dels murcianos", cercant una feina a la Catalunya del 1929 per superar les penúries econòmiques. Es va instal·lar a Ripollet, on va exercir de barber i també a Cerdanyola. Amb l'obligatorietat de la República a afiliar-se i el fet que la majoria de paisanos com ell pertanyien a les classes treballadores, es va sindicar a la CNT. Un cop iniciada la guerra, va ser cridat a files, retornant a Ripollet un cop la desfeta del front de Catalunya. Va emprendre el camí de l'exili, davant els precs de la seva família per les represàlies dutes a terme per les tropes franquistes a mesura que anaven avançant, partint del seu últim domicili, al carrer del General Prim. A França se li perd la pista i temps després la seva família rep una nota en part escrita per ell i en part per una altra persona, que estava en un camp de presoners, on demanava que no li responguessin. També va formar del 77è batalló de treballadors, una companyia francesa destinada a reforçar les línies de defensa. Va ser deportat a Mauthausen amb un contingent de 1506 persones, entre ells un altre ripolletenc, en Sotero Lopez Tello el 27 de setembre de 1941. A Mauthausen era el núm. 6052, d'on va ser traslladat al camp de concentració de Gusen, on va morir el 19 de desembre de 1941. | Ripollet                  | c. General Prim, 3                                                                                         | 23 gener 2021          |
|      | Pau Pallàs Alsina             | Nascut a Ripollet el 1907. Els Pallàs Alsina residiren a la vila fins que al pare li van oferir la sagristia de l'església de Santiga, fet que va provocar el trasllat de la família. Després van acabar residint a Sabadell en trobar feina a les fàbriques del tèxtil. Va ser cridat a files per defensar la República tres mesos abans de l'acabament de la guerra. Exiliat als camps francesos, va ser deportat al camp nazi de Mauthausen el 6 d'agost de 1940, amb un grup de 392 persones, detingut per la Gestapo de Munich. El 24 de gener de 1941, va ser traslladat a Gusen amb el número 5938. En aquest camp hi va morir tres mesos després, l'11 d'abril de 1941, sense que la seva família en tingués coneixement. | Sabadell                  | c. Barberà, 343                                                                                            | 23 gener 2021          |
|      | Josep Raventós i Denís        | | Torrelles de Foix         | Plaça del Abreuradors 41° 23′ 16.0854″ N, 1° 34′ 07.7254″ E / 41.387801500°N,1.568812611°E                 | 24 gener 2021          |
|      | Ermengol Romañach Coll        | Nascut a Roses el 23 d'abril de 1906. Els seus pares eren el pescador Teodor Romañach Romañach (Roses, 1882) i Joaquima Coll Espelt (Roses, 1878). Durant un petit període a viure a Barcelona juntament amb el seu germà petit Josep on exercien l'ofici de paleta. Cap a 1933 tornava a viure a Roses. Va ser militant de la CNT-FAI. Amb l'esclat de la Guerra Civil, fou membre del Comitè Revolucionari de Milícies Antifeixistes de Roses. Posteriorment, fou conseller municipal entre el 6 de novembre de 1937 i l’11 de juny de 1938. El 1938 es va casar amb Josepa Gelabert Berta (Roses, 1912), filla d'una família de pescadors, amb qui va conviure fins a 1939 a Roses i després a l'exili. Acabada la guerra Ermengol estava amagat en una habitació darrera d'un fals armari. Poc després van fugir a l'exili, on van ser reclosos en un camp de concentració al sud de França. Al cap d'un temps de ser a França els serveis d'informació alemanys van fer una batuda al camp i el van agafar. Va arribar a Mauthausen el 25 gener de 1941 en un transport amb 775 presoners espanyols provinent del camp d'Stalag XII D Trèves (Alemanya). Va ser traslladat a Güsen el 29 de març del mateix any amb el número 11538. Va morir al camp de Güsen el 30 de març de 1942. | Roses                     | c. Peralada, 33 42° 15′ 47.5445″ N, 3° 10′ 45.6542″ E / 42.263206806°N,3.179348389°E                       | 7 maig 2021            |
|      | José Álvarez Menéndez         | | Sant Adrià de Besòs       | Placeta Macià (al costat del refugi antiaeri) 41° 25′ 41.41″ N, 2° 13′ 24.31″ E / 41.4281694°N,2.2234194°E | 7 setembre 2021        |
|      | Alfredo Rionda Menéndez       | | Sant Adrià de Besòs       | Placeta Macià (al costat del refugi antiaeri) 41° 25′ 41.41″ N, 2° 13′ 24.31″ E / 41.4281694°N,2.2234194°E | 7 setembre 2021        |
|      | Antonio Conesa Montes         | | Sant Adrià de Besòs       | Placeta Macià (al costat del refugi antiaeri) 41° 25′ 41.41″ N, 2° 13′ 24.31″ E / 41.4281694°N,2.2234194°E | 7 setembre 2021        |
|      | Miquel Boada Navarro          | | Olesa de Monserrat        | Plaça Fèlix Figueras i Aragay 41° 32′ 38.3″ N, 1° 53′ 27″ E / 41.543972°N,1.89083°E                        | 27 gener 2018          |
|      | Jaume Mañà Argilaga           | | Olesa de Monserrat        | Plaça Fèlix Figueras i Aragay 41° 32′ 38.3″ N, 1° 53′ 27″ E / 41.543972°N,1.89083°E                        | 27 gener 2018          |
|      | Josep Piñol Mayor             | | Olesa de Monserrat        | Plaça Fèlix Figueras i Aragay 41° 32′ 38.3″ N, 1° 53′ 27″ E / 41.543972°N,1.89083°E                        | 27 gener 2018          |

## Galeria

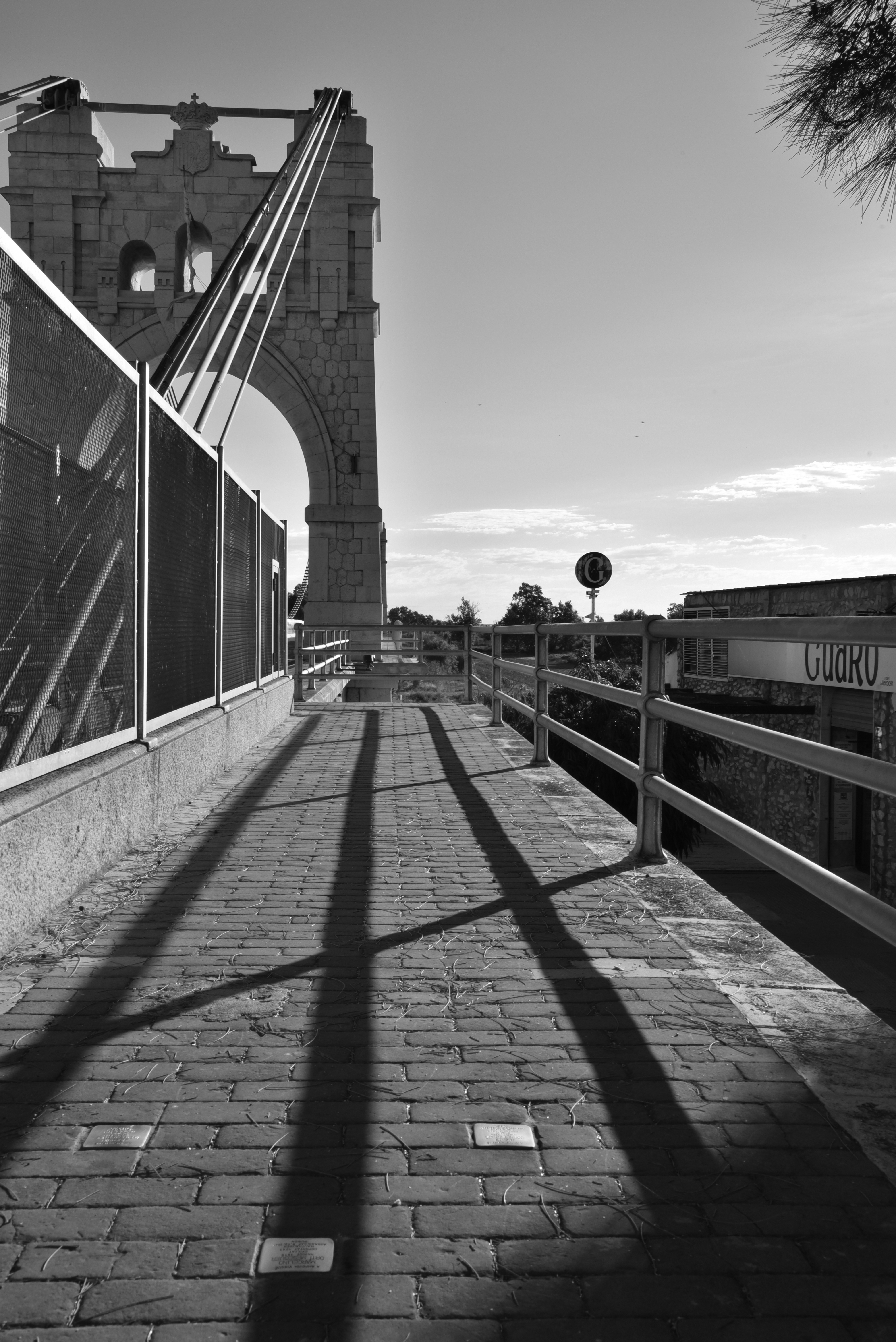
3 llambordins a Amposta
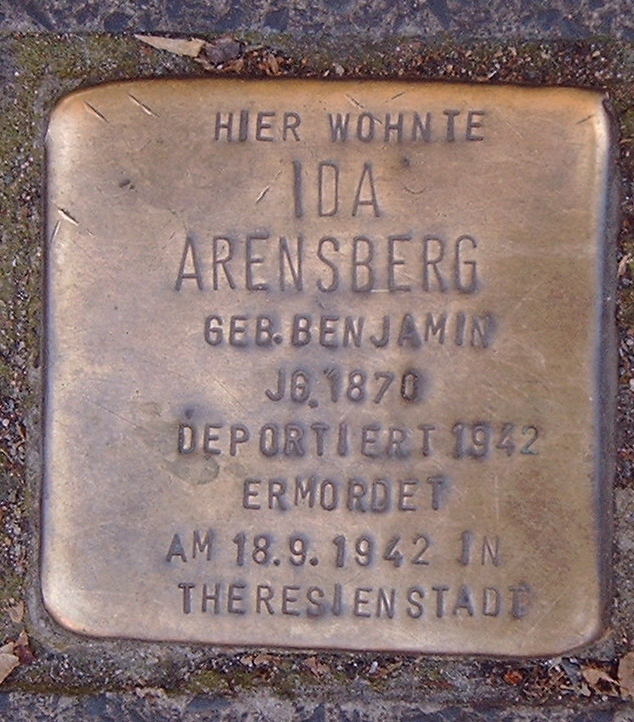
Ida Arensberg, arrestada a Bonn, assassinada a Theresienstadt
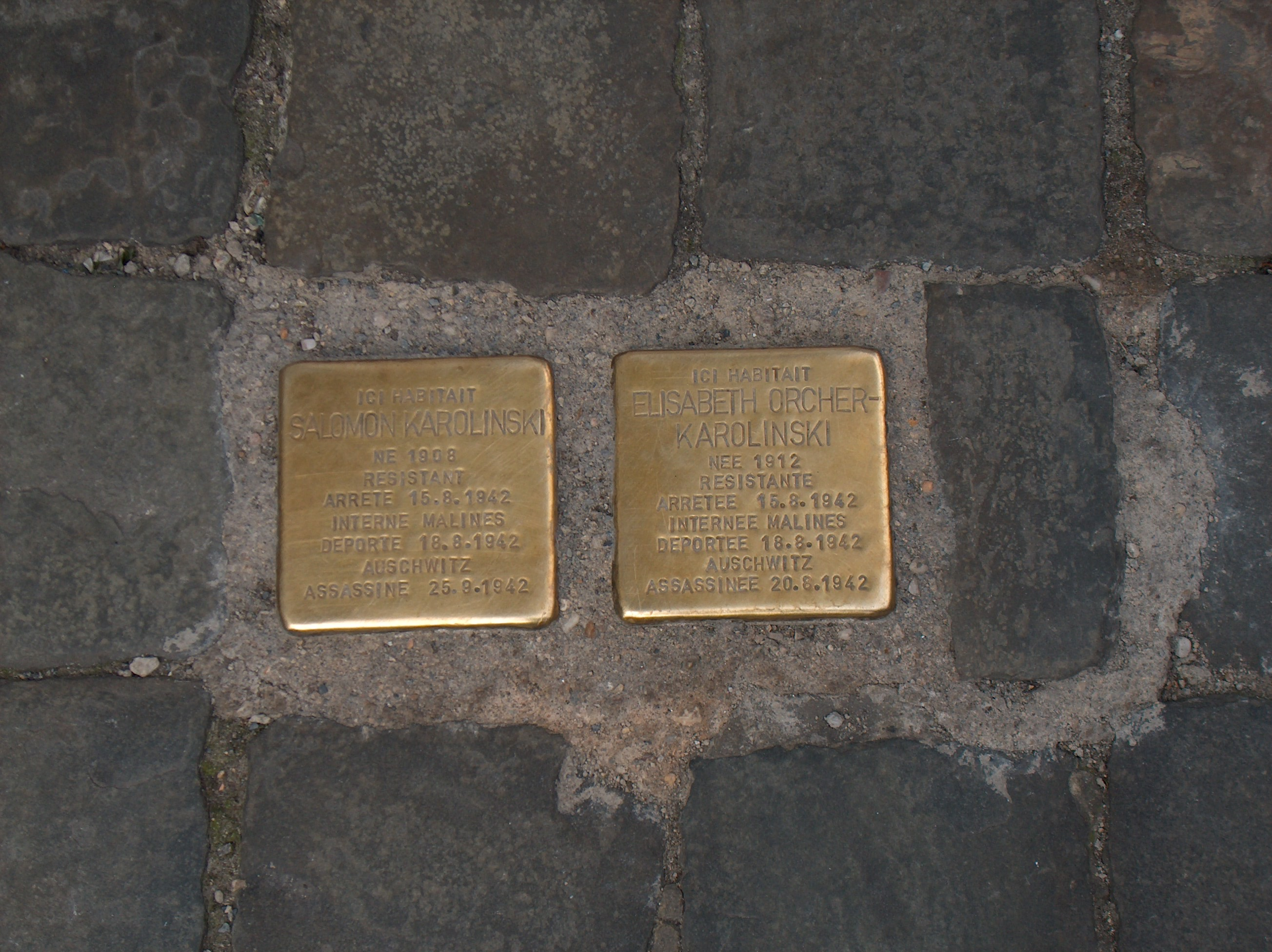
Salomon Kaolinski i Elisabeth Orcher-Karolinski, resistents, arrestats a Brussel·les assassinats a Auschwitz
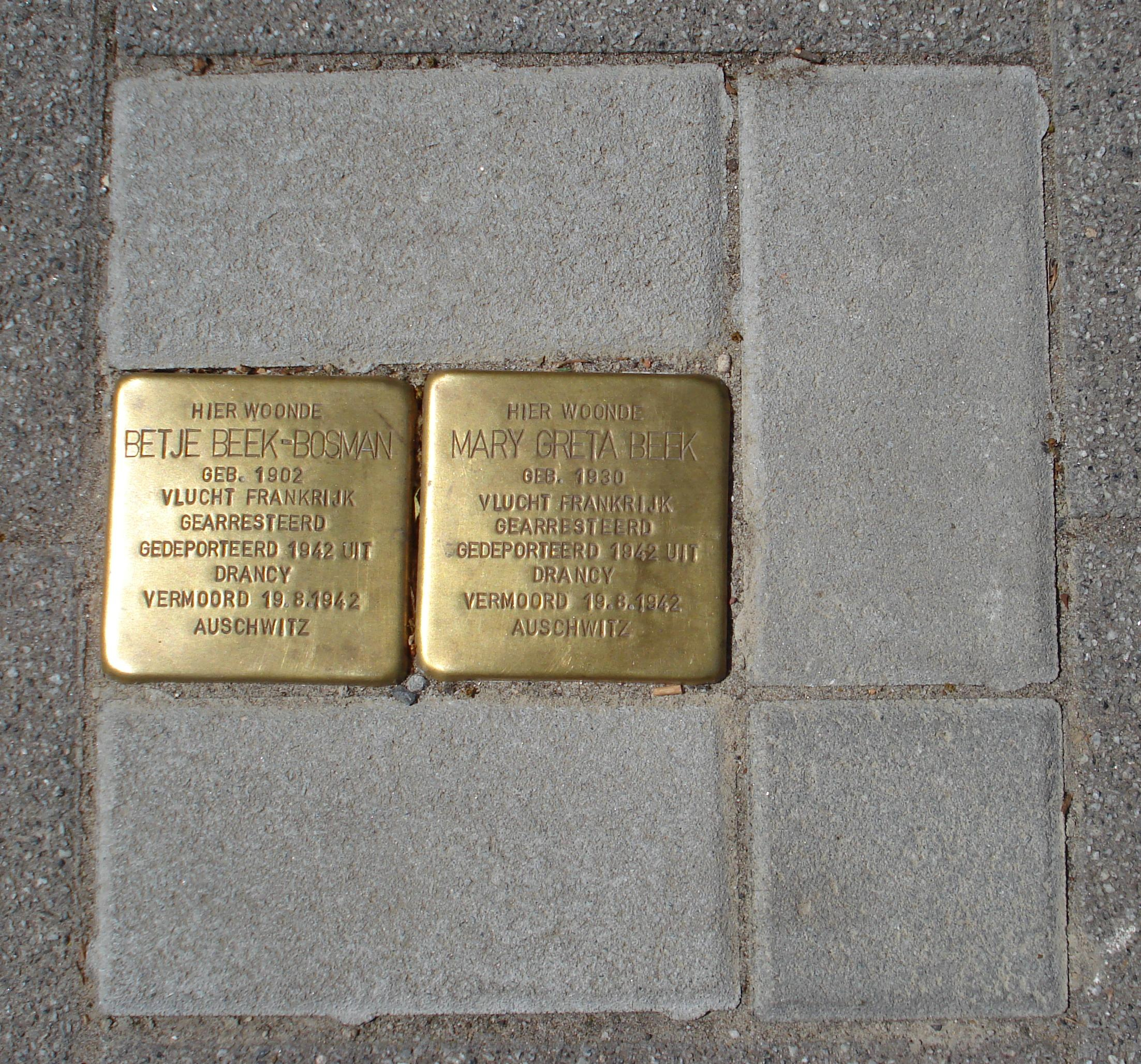
Betje Beek-Bosman, Mary Greta Beek, arrestades a Rotterdam, assassinades a Auschwitz
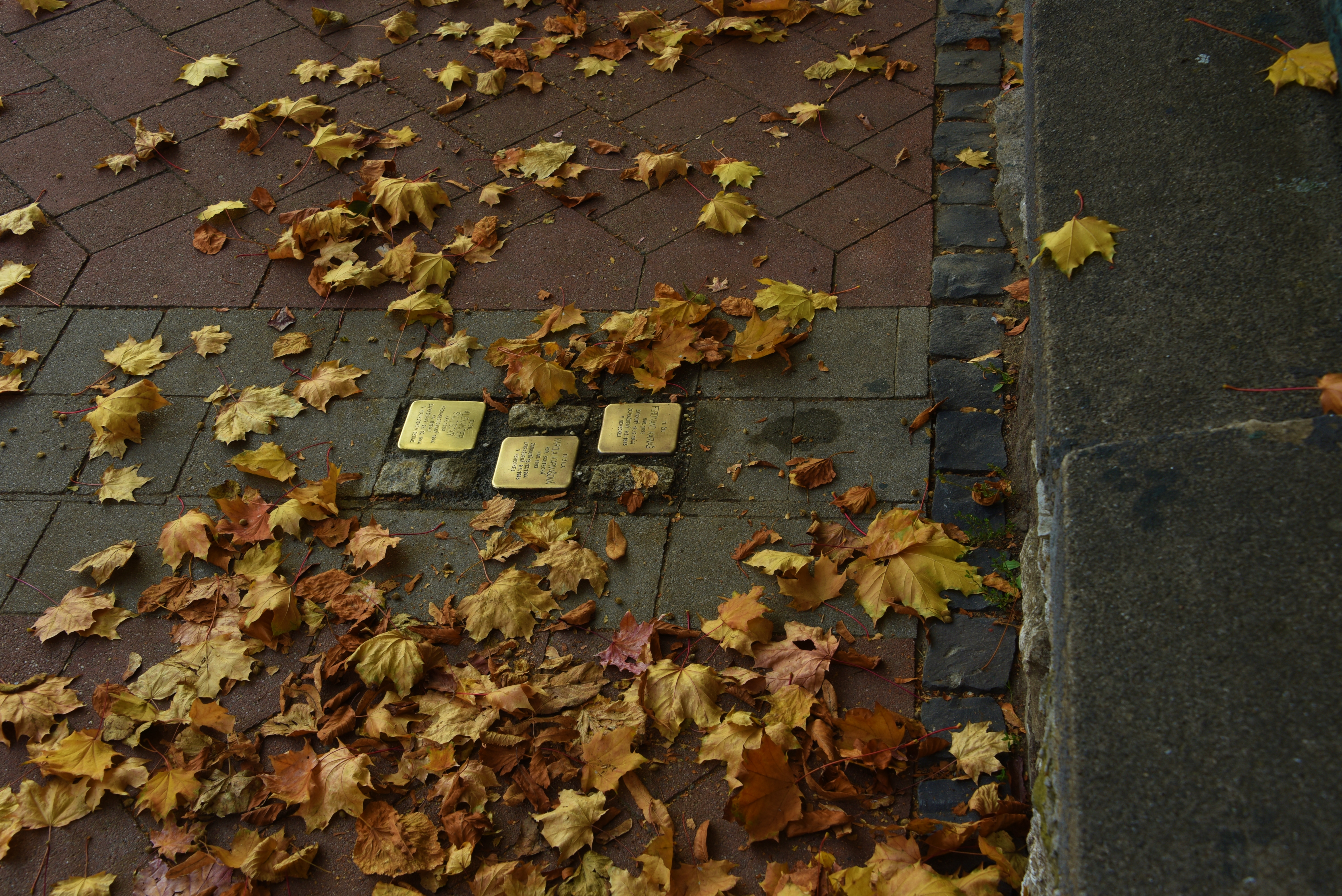
3 llambordins a Banská Bystrica
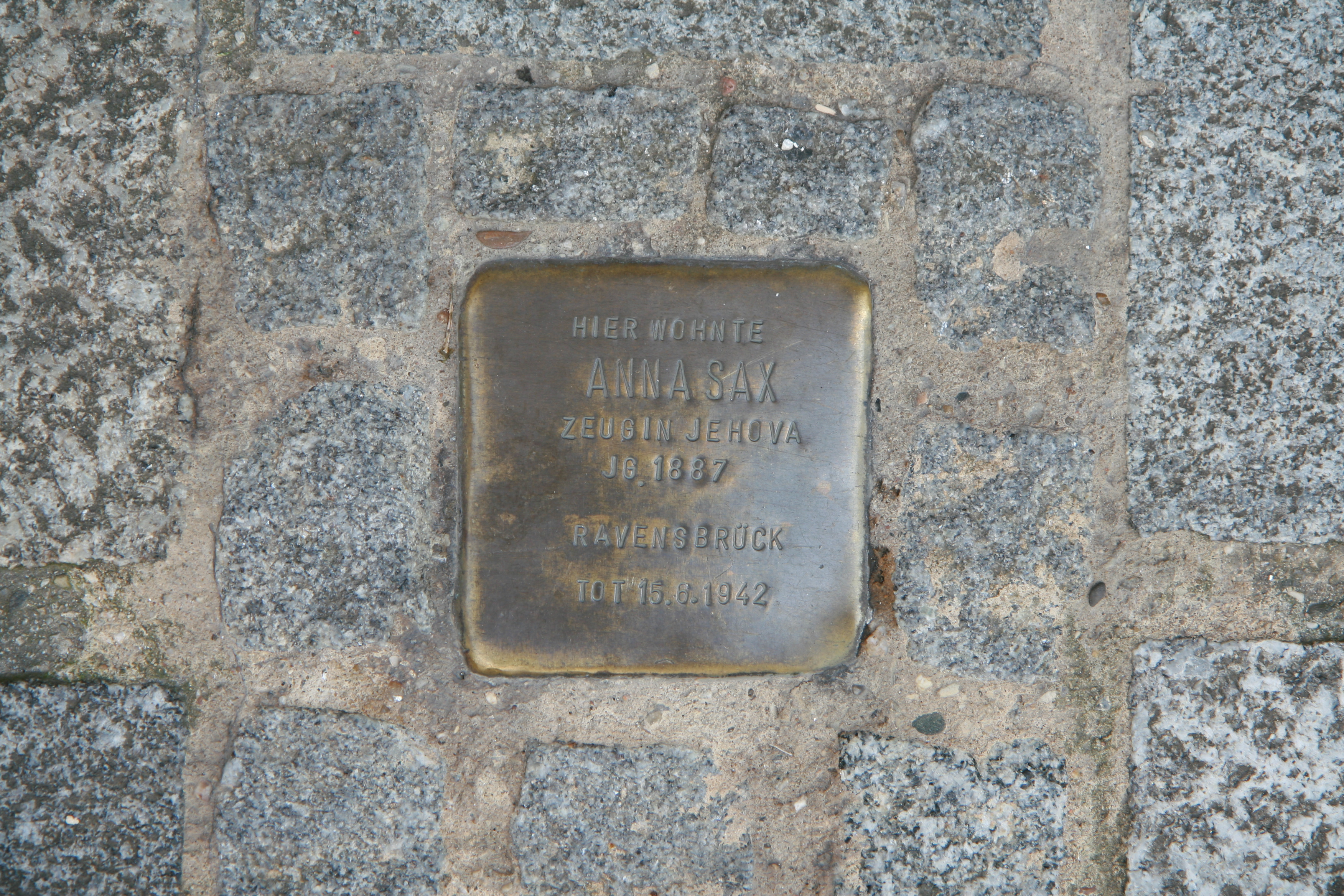
Llambordí d'Anna Sax, testimoni de Jehova, a Braunau, assassinada a Ravensbrück
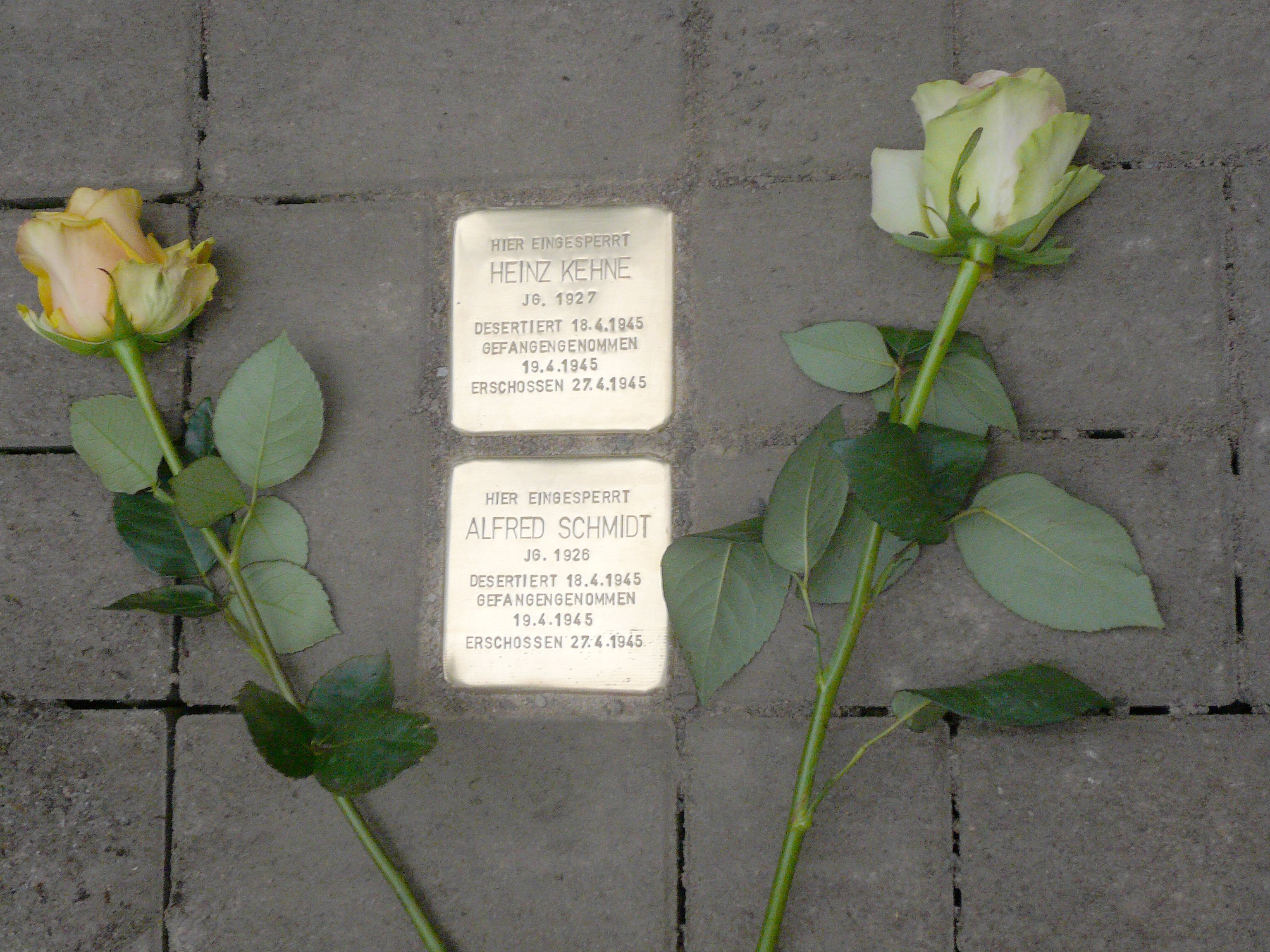
Pedres dedicades a dos desertors afusellats a Ottersberg el 29 d'abril de 1945, uns pocs dies abans la Capitulació incondicional